# Subterrani de la línia Maginot
El subterrani de la línia Maginot designa les instal·lacions subterrànies dels ouvrages (estructures) de la línia Maginot.
Aquests «subterranis» es divideixen en diverses grans àrees: galeries, magatzems, fàbrica, barracons, post de comandament, etc., que permeten als blocs de combat complir la seva missió.

## Els components d'unouvrage
Tots els ouvrages de la línia Maginot estan dissenyats per suportar el bombardeig d'obusos de calibre molt gran. Els òrgans de suport es troben, per tant, sota terra, sota diversos metres de terra, mentre que els òrgans de combat, dispersos en forma de blocs, estan protegits per gruixuts blindatges d'acer i capes de formigó armat. Tot i que hi ha hagut una evolució en la construcció dels ouvrages, tots s'organitzen mitjançant tres components:
- entrada per a homes i munició (o dues entrades diferents per a cadascun);
- els «subterranis»;
- els blocs de combat: casemates i torretes.

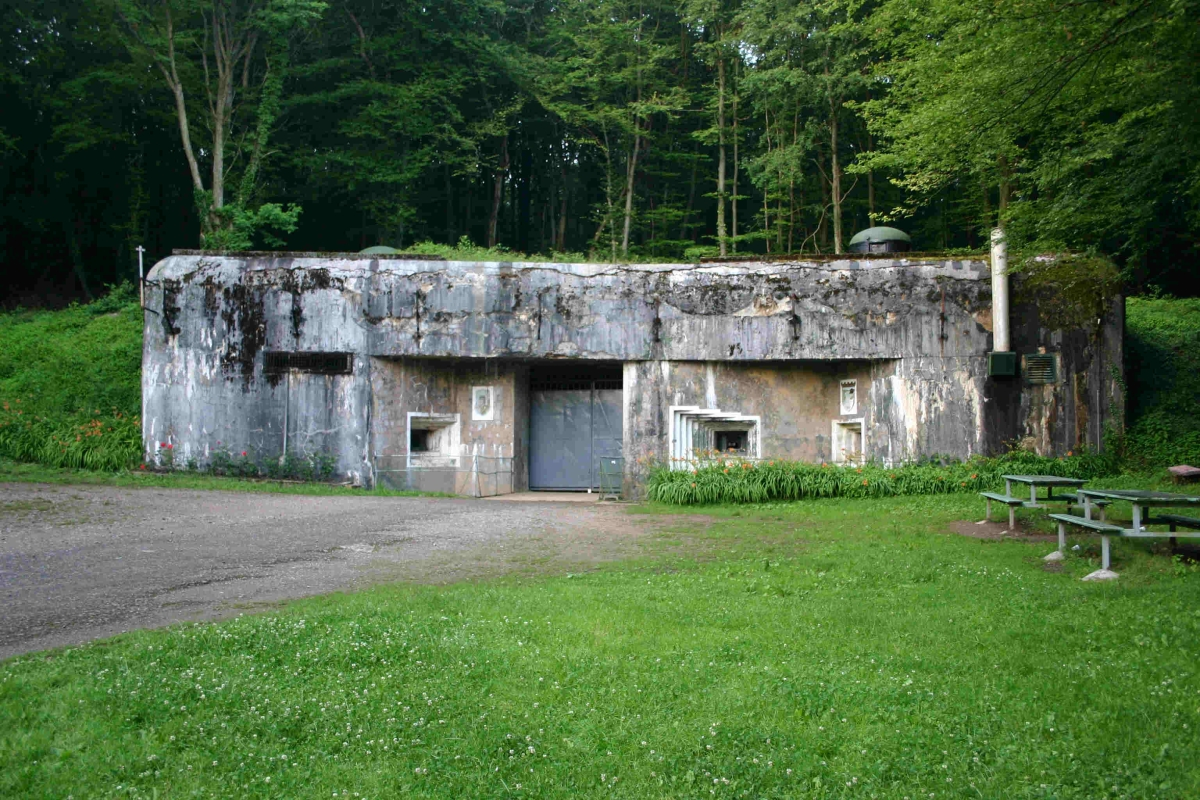
L'entrada de l'ouvrage del Michelsberg
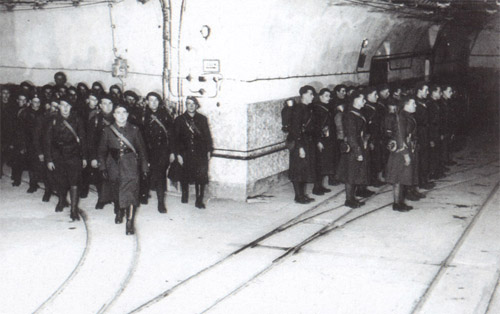
Relleu a l'interior d'una galeria subterrània d'un ouvrage de la línia Maginot, 1939
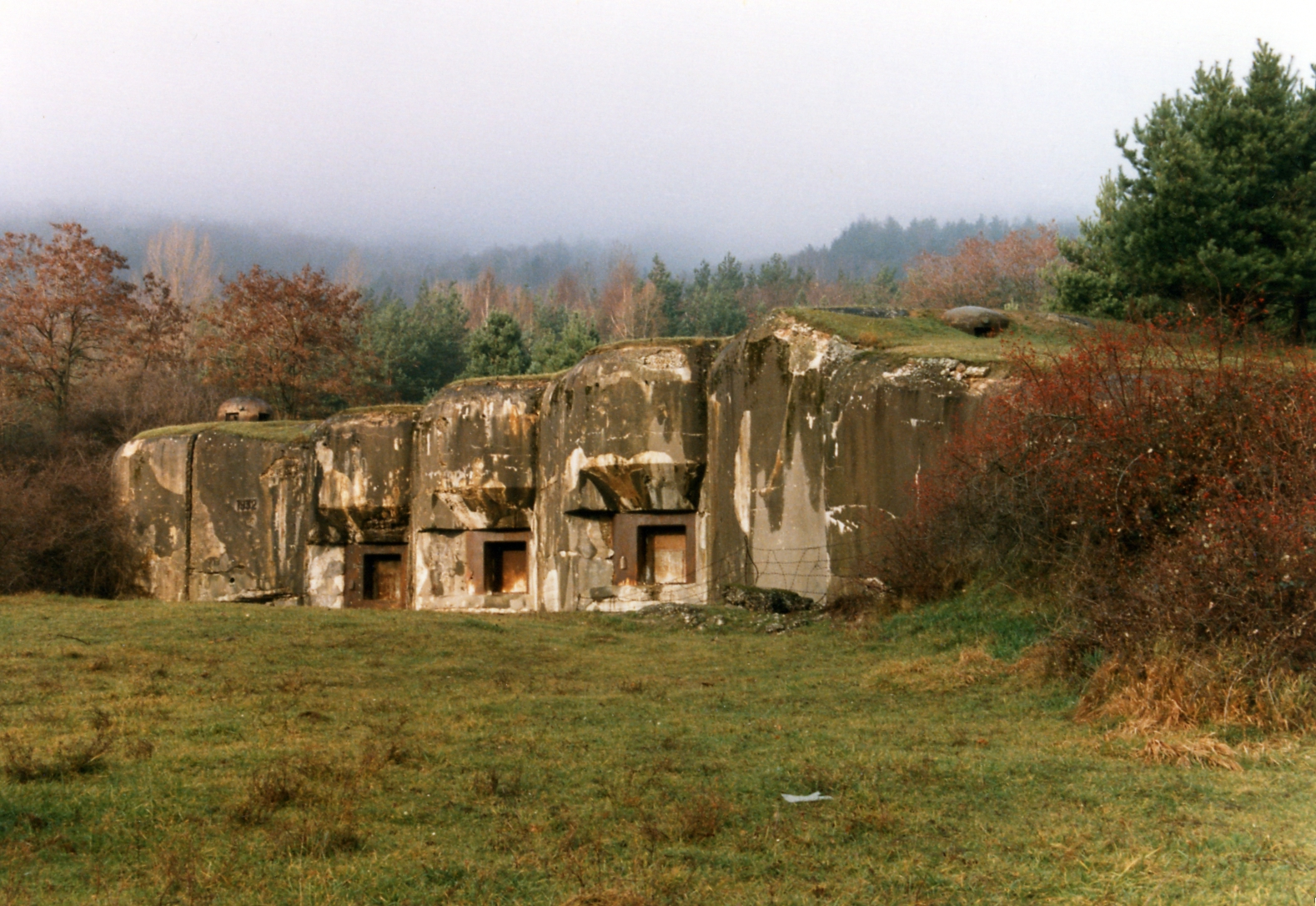
Bloc de combat amb tres troneres per a canons de 75 mm de l'ouvrage del Hochwald
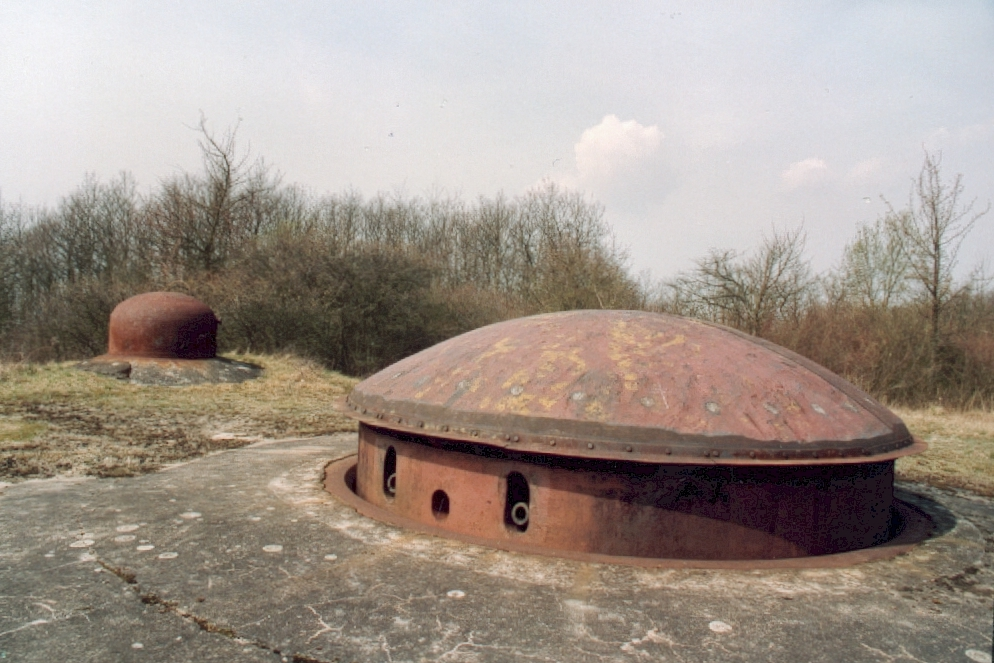
Torreta de 75 mm model 1933 de l'ouvrage de Métrich; quatre metres de diàmetre amb una part mòbil de 130 tones

Aquesta concepció de l'organització de les fortificacions en forma d'un «fort articulat» (sobrenomenat també «fort palmat») havia estat validada per la Comissió de Defensa de les Fronteres (Commission de Défense des Frontières, CDF, de 1926 a 1927) i mantinguda pel Comitè organitzador de les regions fortificades (Commission d'organisation des régions fortifiées, CORF, de 1927 a 1935). Es va tenir en compte bàsicament l'experiència adquirida el 1916 durant les batalles de Verdun que havien demostrat que els forts havien tingut un paper important en la defensa de la plaça de Verdun, tot i que havien estat privats de la seva artilleria pel mariscal Joseph Joffre des del 1914.
El fort modern ja no va ser concebut com una estructura monolítica que acollia tots els òrgans ofensius i defensius, sinó, al contrari, una estructura distribuïda en blocs dispersos, aquests últims connectats per galeries profundament enterrades. A partir d'ara, els atacs de bombardejos i gas no haurien de deixar de tenir cap efecte sobre els homes de la guarnició.

## Tipologia

### Les galeries
Les galeries permeten intercanvis dins de l'ouvrage, ja sigui equips entre els blocs i les casernes, subministraments de municions per a blocs de combat o elements tècnics (electricitat, telèfons, ventilació, aigües residuals, etc.). L'enterrament subterrani depèn de la geologia local, per neutralitzar completament els efectes dels bombardejos més pesats. Segons el relleu, es pot arribar a grans profunditats; sota el turó de Hackenberg, la diferència entre els observatoris de la superfície i la galeria subterrània és de 95 metres, creuada per petits pous d'accés (a banda i banda d'un post de comandament a 68 metres de profunditat).
| Tipus de terreny | Ouvrage   | Abric-caverna |
| ---------------- | --------- | ------------- |
| Roca dura        | 12 m      | 8 m           |
| Calcari tou      | 16 m      | 10 m          |
| Marga            | 18 - 20 m | 12 - 15 m     |
| Argila           | 25 - 30 m | 18 - 20 m     |

La longitud de les galeries depèn de la mida de l'ouvrage, d'uns quants centenars de metres fins a diversos quilòmetres. Per al cas rècord de l'ouvrage del Hackenberg, hi ha 3.226 metres de galeries principals, amb una xarxa ferroviària de 3.451,70 m (les estacions tenen dos carrils), sense comptar els 646 m verticals dels pous. El volum de terrenys subterrani (pous, galeries i locals) representa 137.500 m³.
Les galeries s'inclinen lleugerament per facilitar el desguàs d'aigua de les entrades cap al clavegueram. Són de diferents dimensions segons el trànsit estimat i, per tant, segons la ubicació de la galeria:
- 1,20 metres d'amplària i 2,35 d'alçada (tipus VI) per a galeries de baix trànsit.
- 3,30 metres d'amplària i 3,50 d'alçada (tipus I) per a les principals galeries.

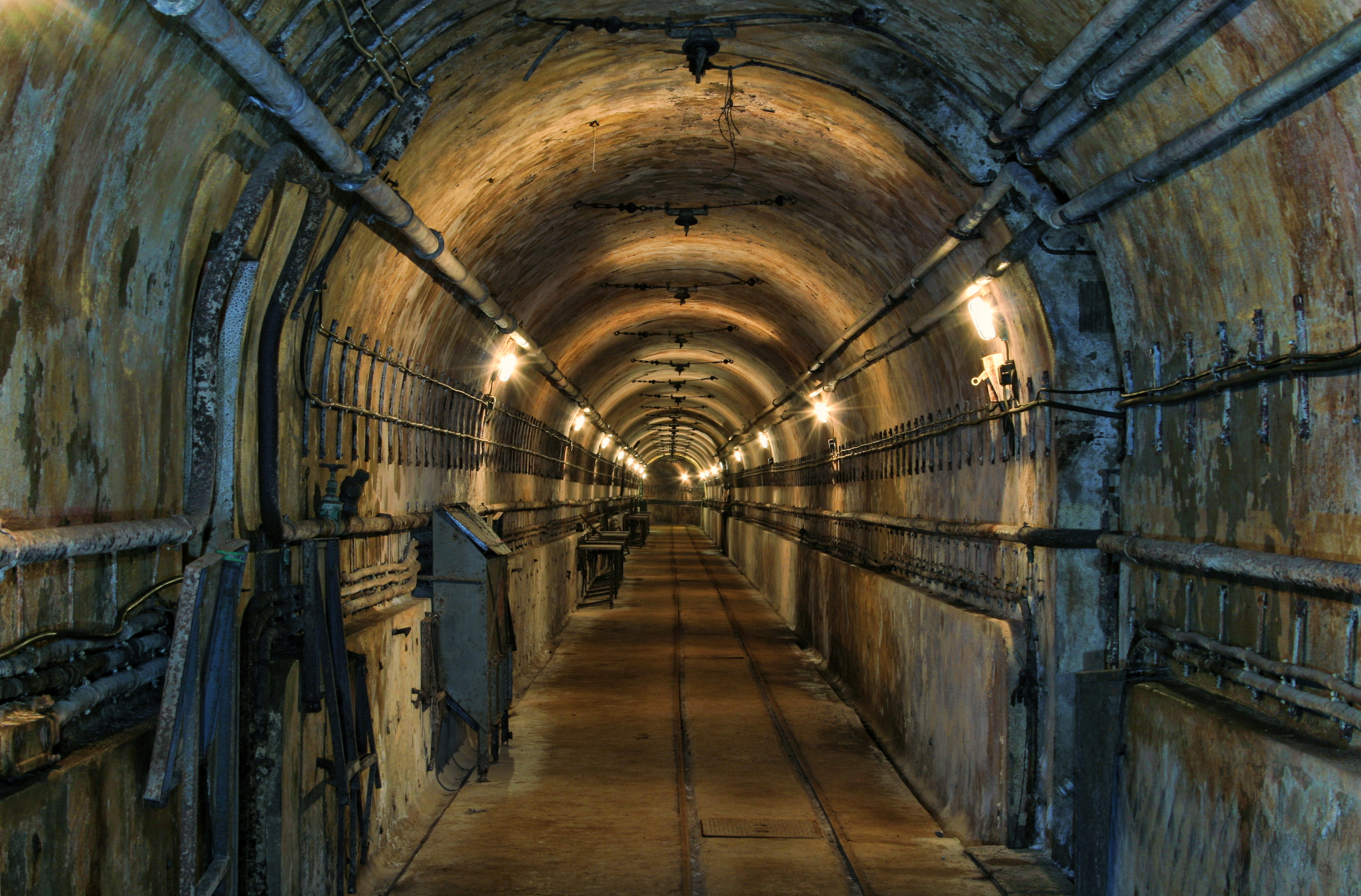
Galeria de l'ouvrage del Michelsberg ouvrage del Michelsberg
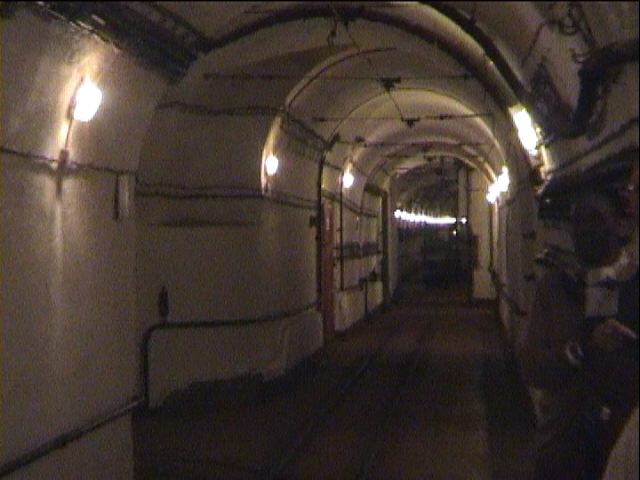
Galeria de l'ouvrage del Hackenberg
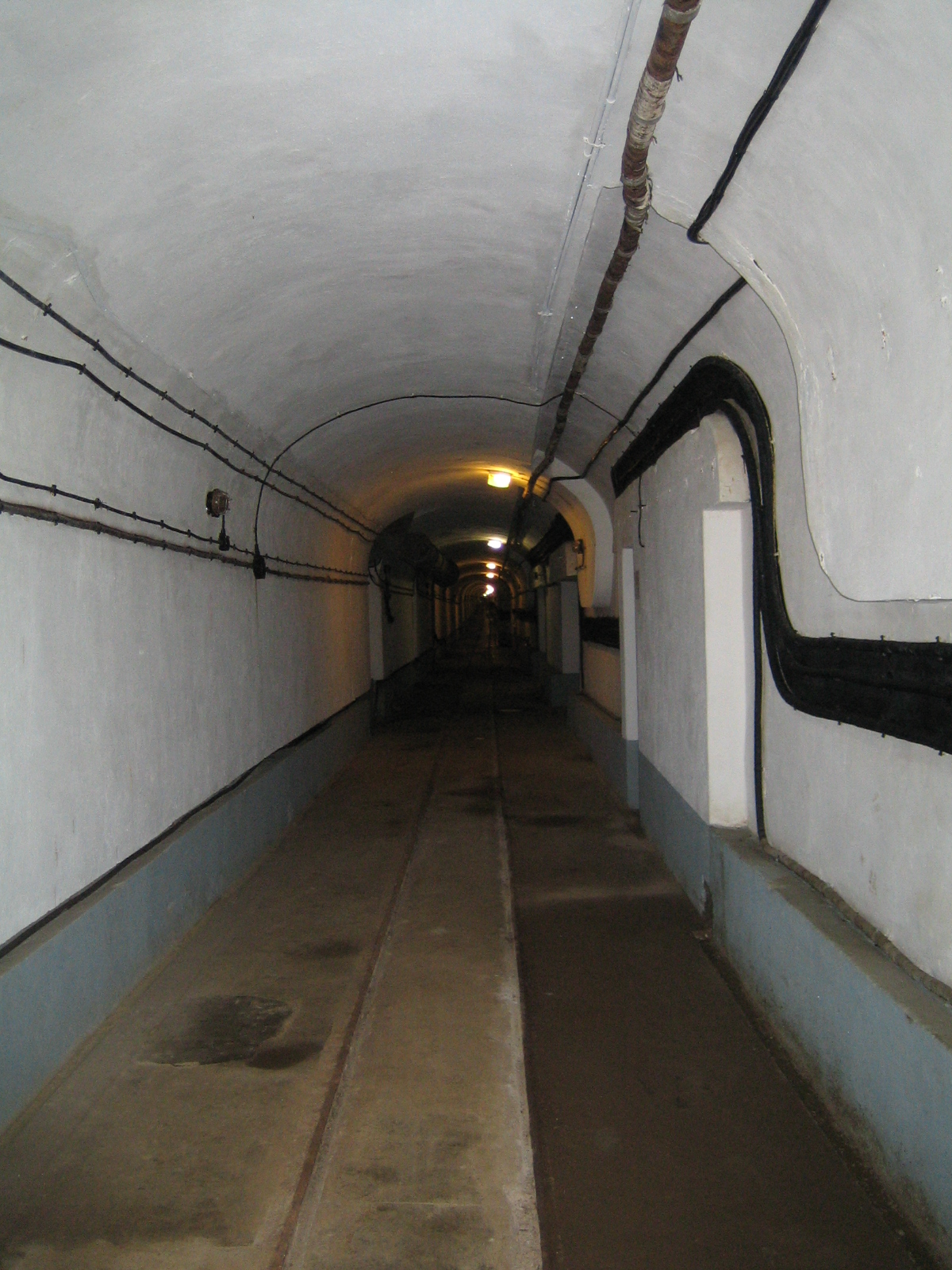
Galeria de l'ouvrage del Four-à-Chaux
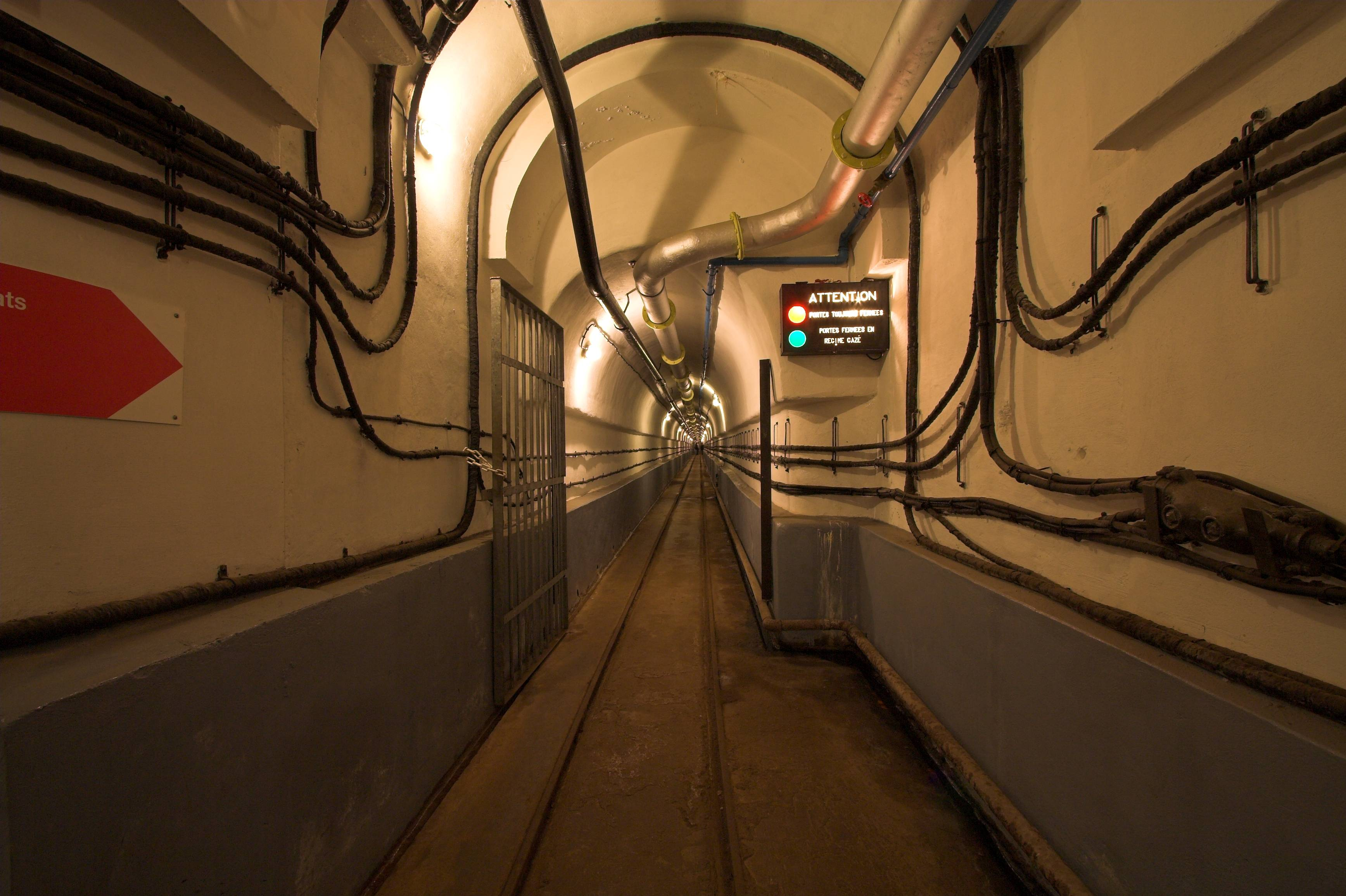
Galerie de l'ouvrage de Schœnenbourg
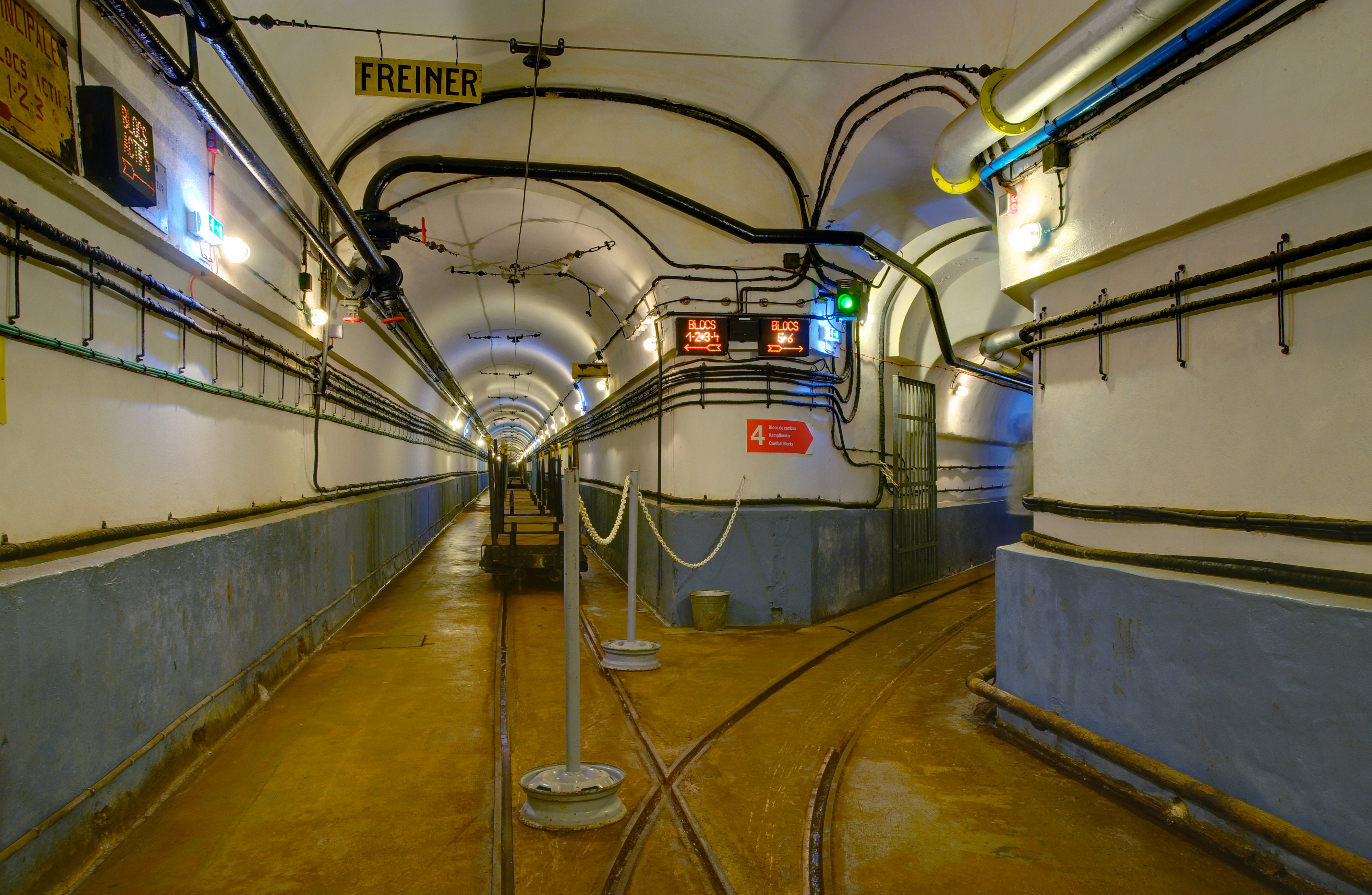
Cruïlla de galeries que porta als diferents blocs de combat de l'ouvrage de Schœnenbourg

Per aquestes galeries es fa passar un conducte de ventilació, els nombrosos cables telefònics, els elèctrics, la catenària d'alimentació del tren, i els dos rails si l'obra és important. També hi ha un canal d'evacuació de condensació i d'infiltració. L'il·luminació es fa amb una làmpada sota un globus impermeable cada cinc o sis metres, i amb espelmes d'emergència.

#### La xarxa ferroviària
Els grans ouvrages estan equipats amb una xarxa de transport ferroviari a les seves galeries per transportar principalment municions, però també part del personal a través de l'ouvrage. Es tracta d'una via estreta de 60 cm, que és elèctrica per als grans ouvrages d'artilleria, mentre que els vagons es desplacen a mà en ouvrages més petits. Els petits ouvrages sense vies de ferrocarril estaven equipats amb carruatges.

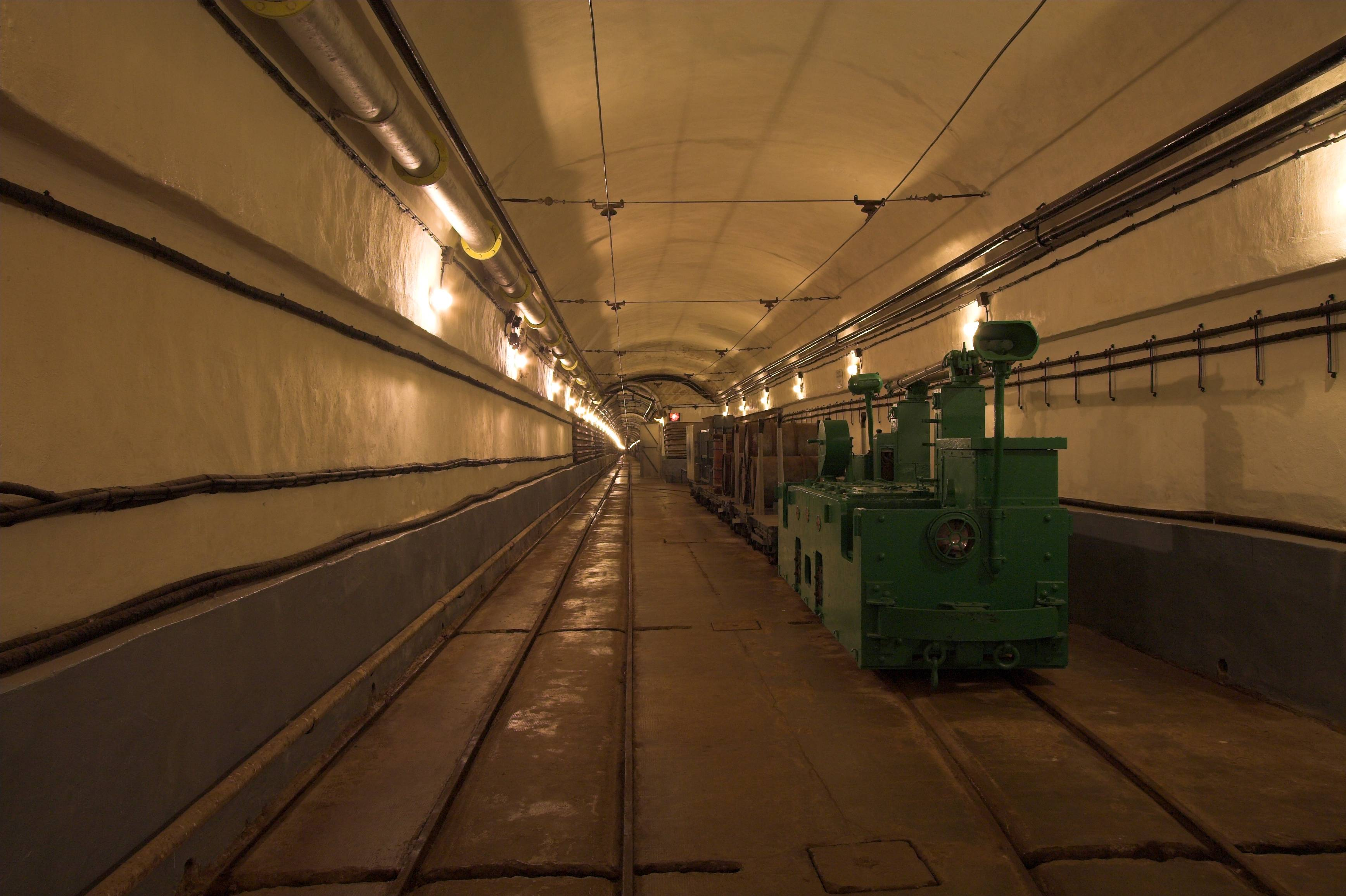
Estació de ferrocarril de l'ouvrage de Schœnenbourg; dues vies i una locomotora
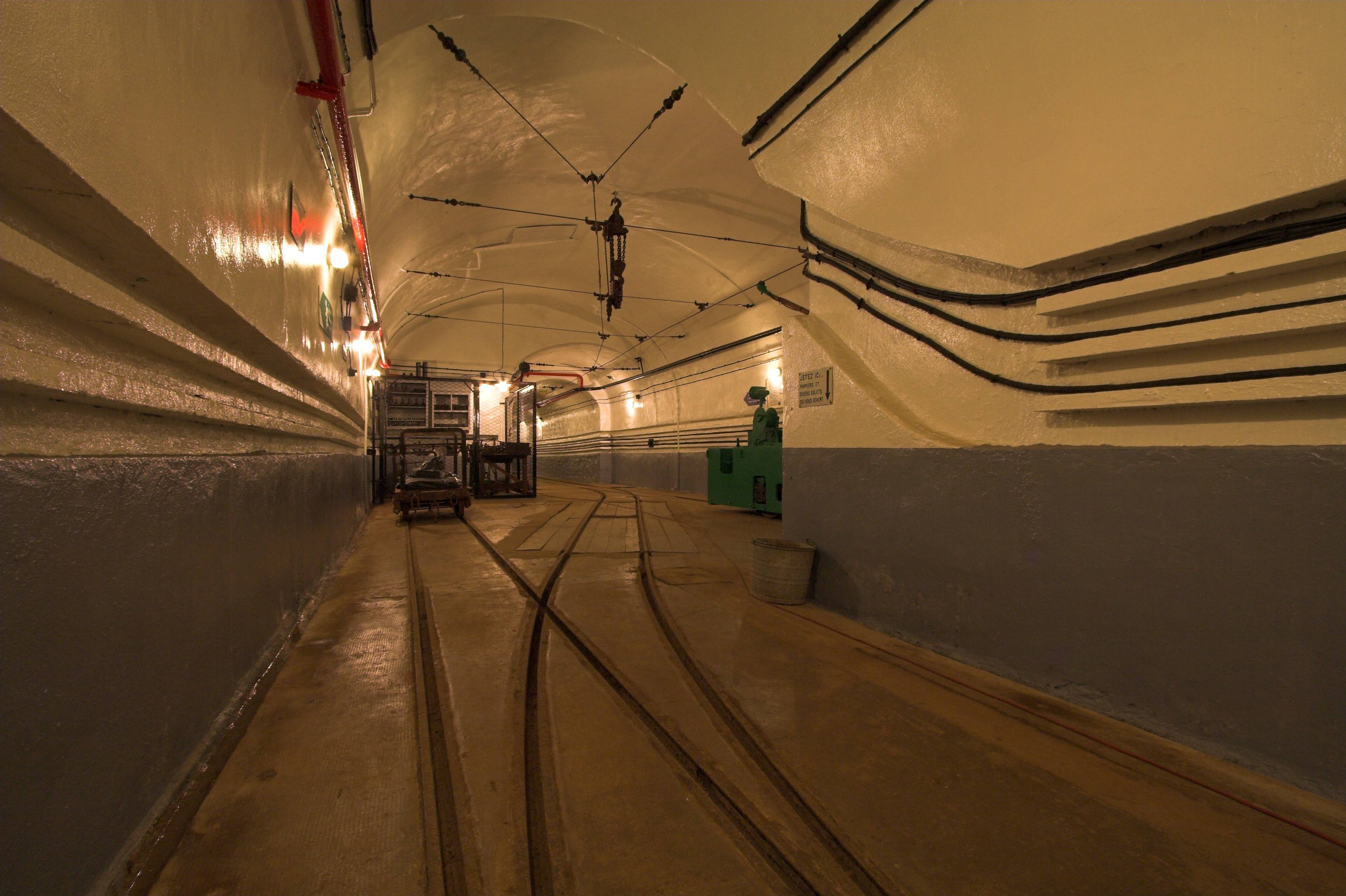
Entrada a l'estació de ferrocarril (ouvrage de Schœnenbourg)
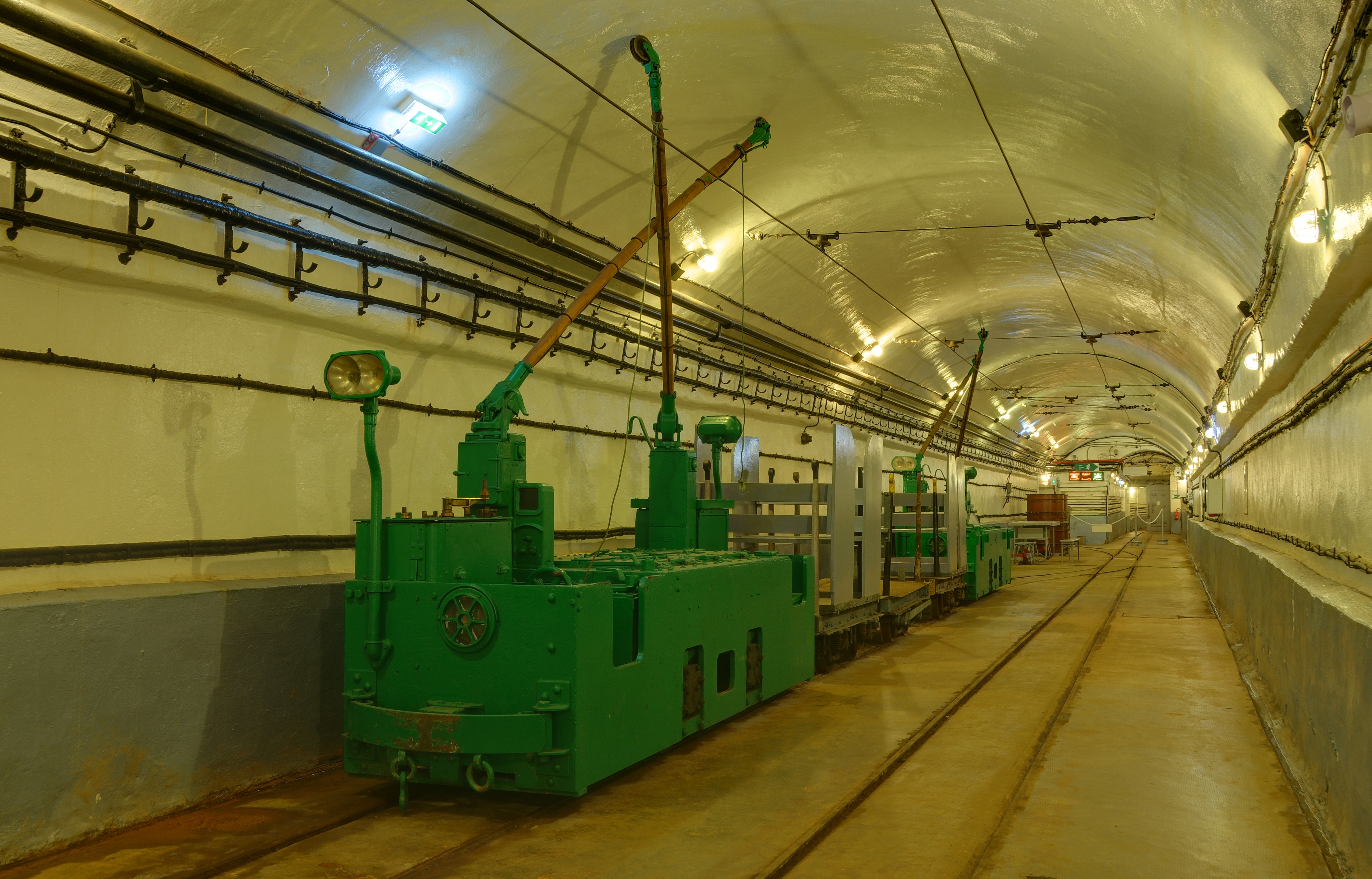
Locomotores amb perxes (ouvrage del Schœnenbourg)
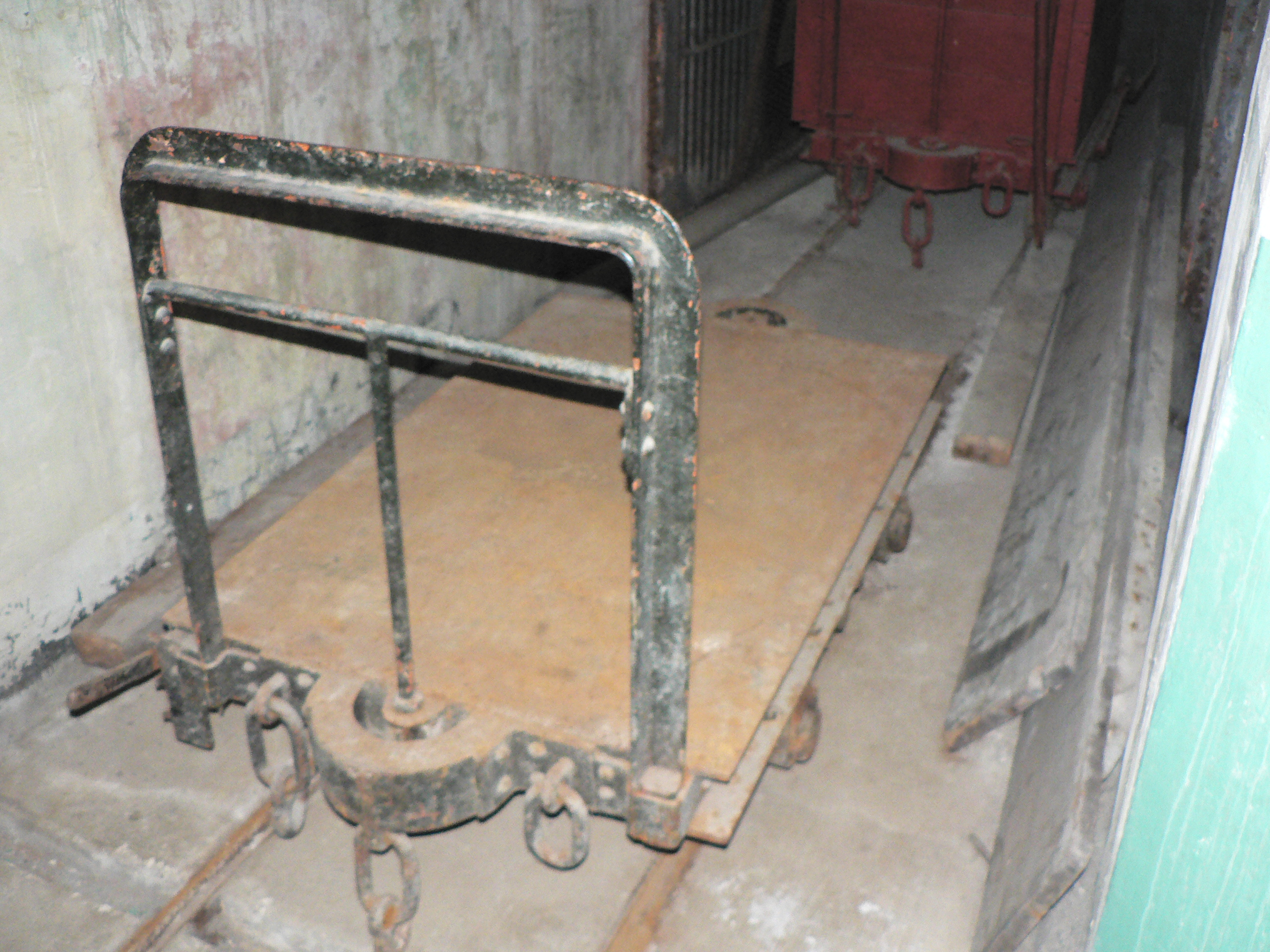
Vagoneta model SE del sistema Decauville (ouvrage de Saint-Gobain)
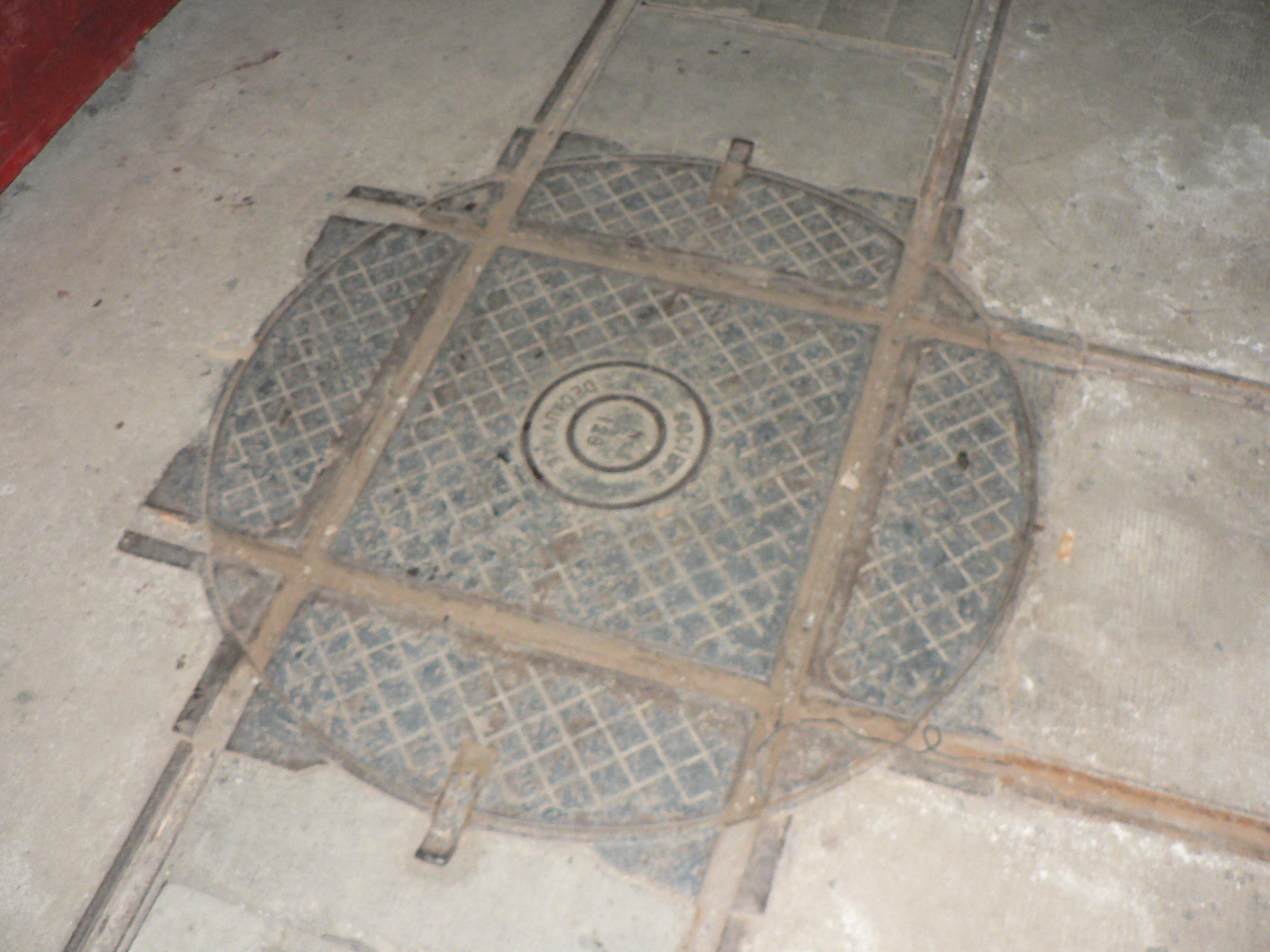
Placa giratòria (ouvrage de Saint-Gobain).

Les locomotores elèctriques tenen una potència d'uns 40 CV (assolien una velocitat d'aproximadament 7 km/h), alimentades per perxa. S'assignen d'una a tres locomotores per ouvrage, segons la seva mida, amb una gamma de vagonetes: 
- vagoneta model NE amb seients, per a passatgers,
- vagoneta model NE, que pot transportar fins a 1200 kg,
- vagoneta model SE, que pot transportar fins a 600 kg,
- vagoneta model SE reduït, que pot transportar fins a 400 kg,
- vagoneta de bolcat, per a escombraries,
- vagoneta cisterna, amb un dipòsit de 1500 litres.

El corrent elèctric (600 volts CC) per a les locomotores el proporciona els transformadors d'una subestació elèctrica.

#### La defensa de les galeries
Pel cas eventual d'una invasió de l'ouvrage per part dels atacants, està prevista la defensa de les galeries:
- un búnquer es troba just entre l'entrada de municions i el magatzem principal (M1), en un revolt de la galeria, amb una ranura per a un fusel metrallador, una tronera i una porta blindada;
- un dispositiu de mines disposades entre el magatzem i els blocs de combat, amb dos nínxols amb explosius (de melinita) cara a cara per destruir la galeria.[4]

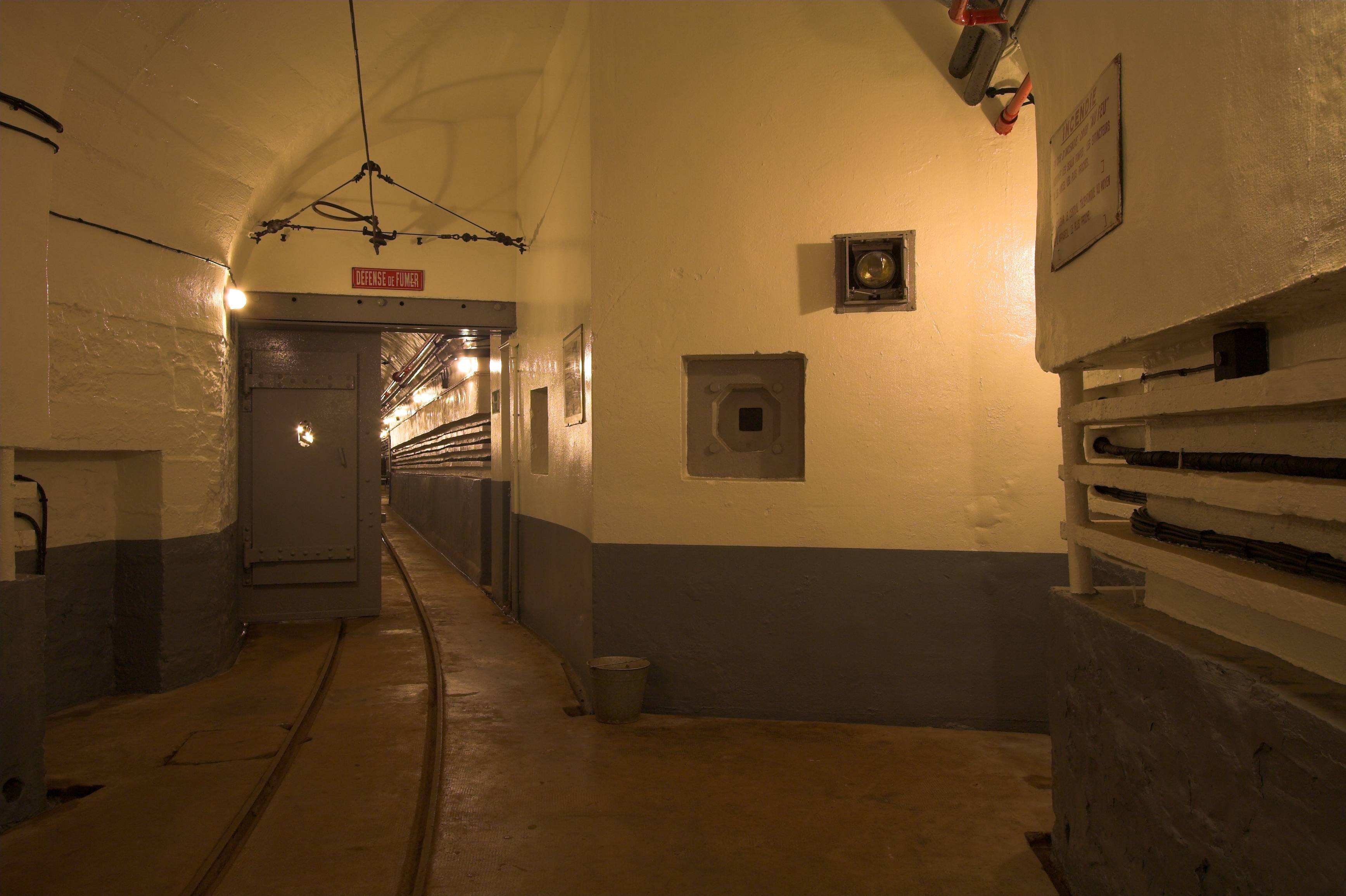
Entrada d'un búnquer (ouvrage de Schœnenbourg)
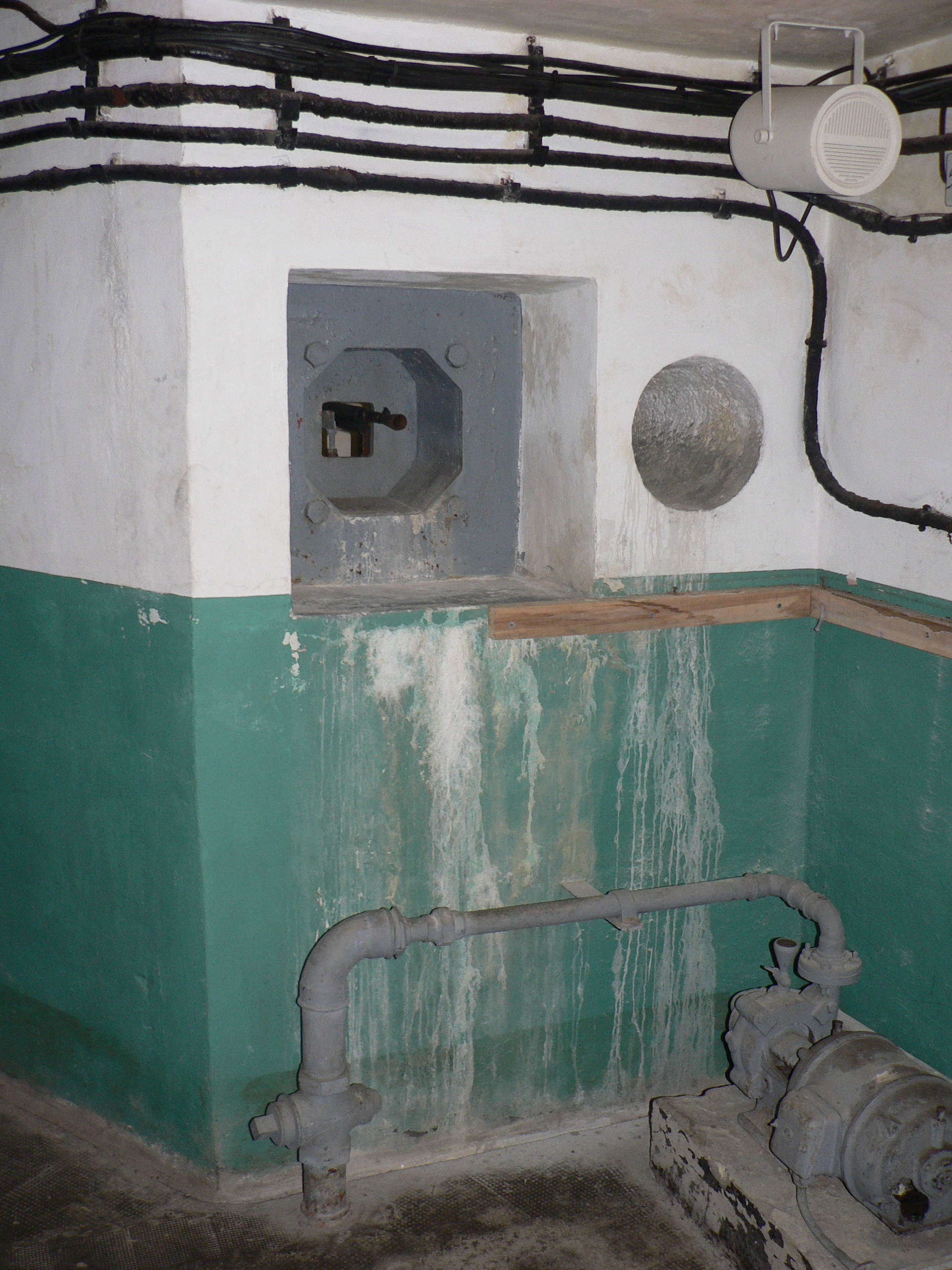
Tronera en una galeria per a un fusell metrallador (ouvrage de Saint-Gobain)
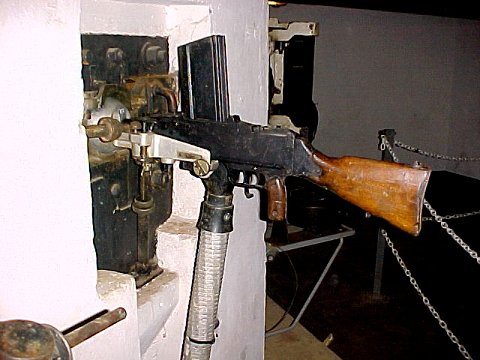
Fusell metrallador en posició d'atac en la tronera (fusell metrallador de 7,5 mm model 1924/1929 D)
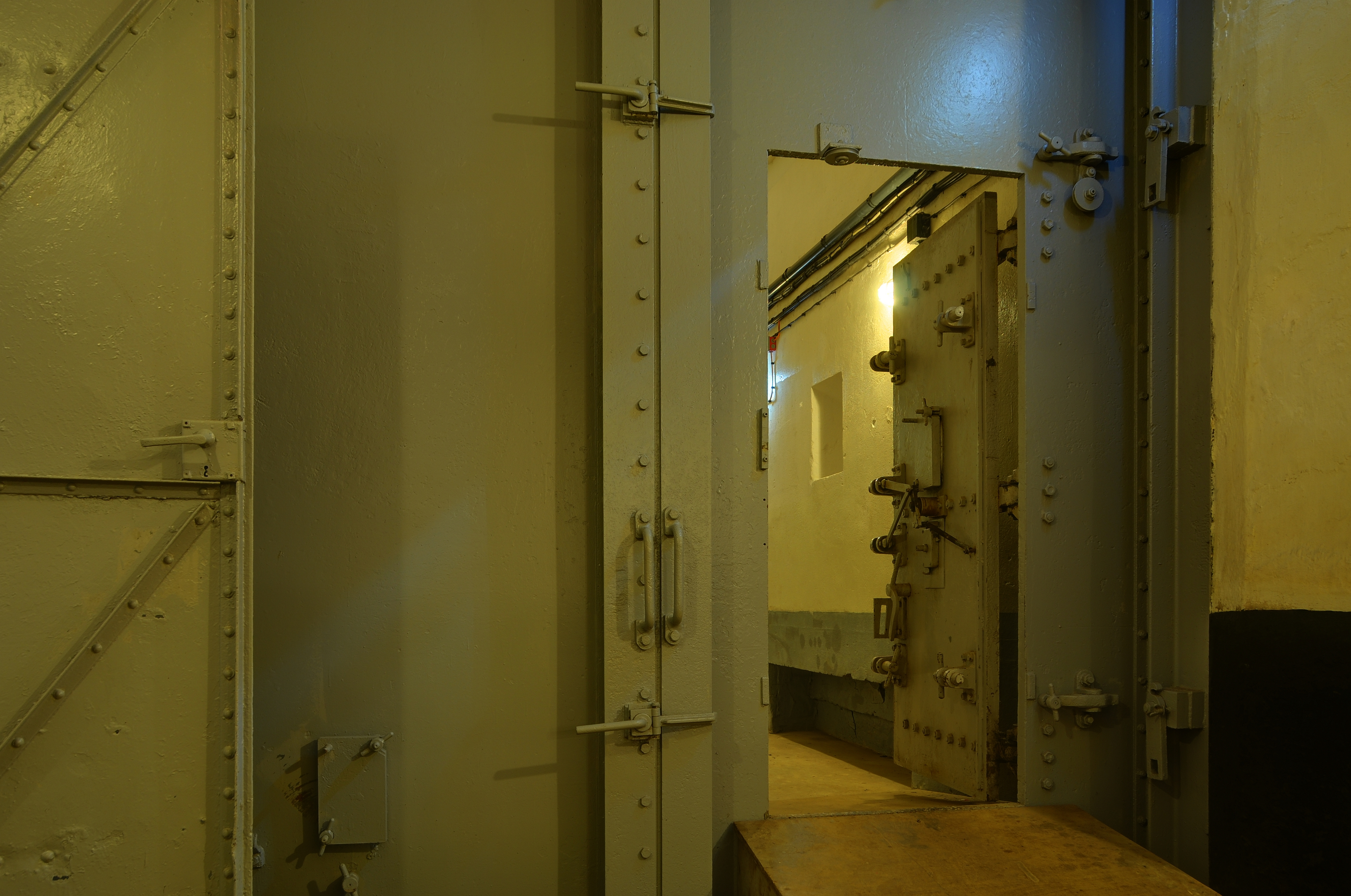
Porta blindada d'un búnquer (ouvrage de Schœnenbourg)

### Els magatzems
Als ouvrages de la línia Maginot hi ha tres tipus de magatzems només per a municions: 
- el magatzem principal de l'ouvrage (M1),
- els magatzems situats a cada bloc de combat (M2),
- els magatzems situats a prop de les cambres de tir (M3).

La dotació de municions de cada arma correspon a vuit dies de combat intensiu (es prenen com a referència els consums durant la batalla de Verdun). Es distribueix entre els tres magatzems, a raó de:
- 2.000 beines i obusos per llança-bombes de 135 mm (900 en M1 i 800 en M2);
- 6.400 obusos per a canons de 75 mm model 1933 o 1929 (3.000 en M1 i 1.600 en M2);
- 4.000 obusos per a canons de 75 mm model 1932 (1.800 en M1 i 2.800 en M2);
- 3.200 obusos amb aletes i amb càrrega explosiva addicional per a morter de 81 mm (1.500 en M1 i 1.400 en M2);
- 600 obusos per canons antitanc de 47 i 37 mm (225 en M1 i en M2);[5]
- 200.000 cartutxos de 7,5 mm per torreta de metralladores;
- 140.000 cartutxos de 7,5 mm per a metralladores bessones sota campana o en casamates;
- 40.000 cartutxos de 7,5 mm per a campana GFM;
- 1.000 cartutxos de 7,5 mm per a fusell metrallador sota formigó i porta.[6]

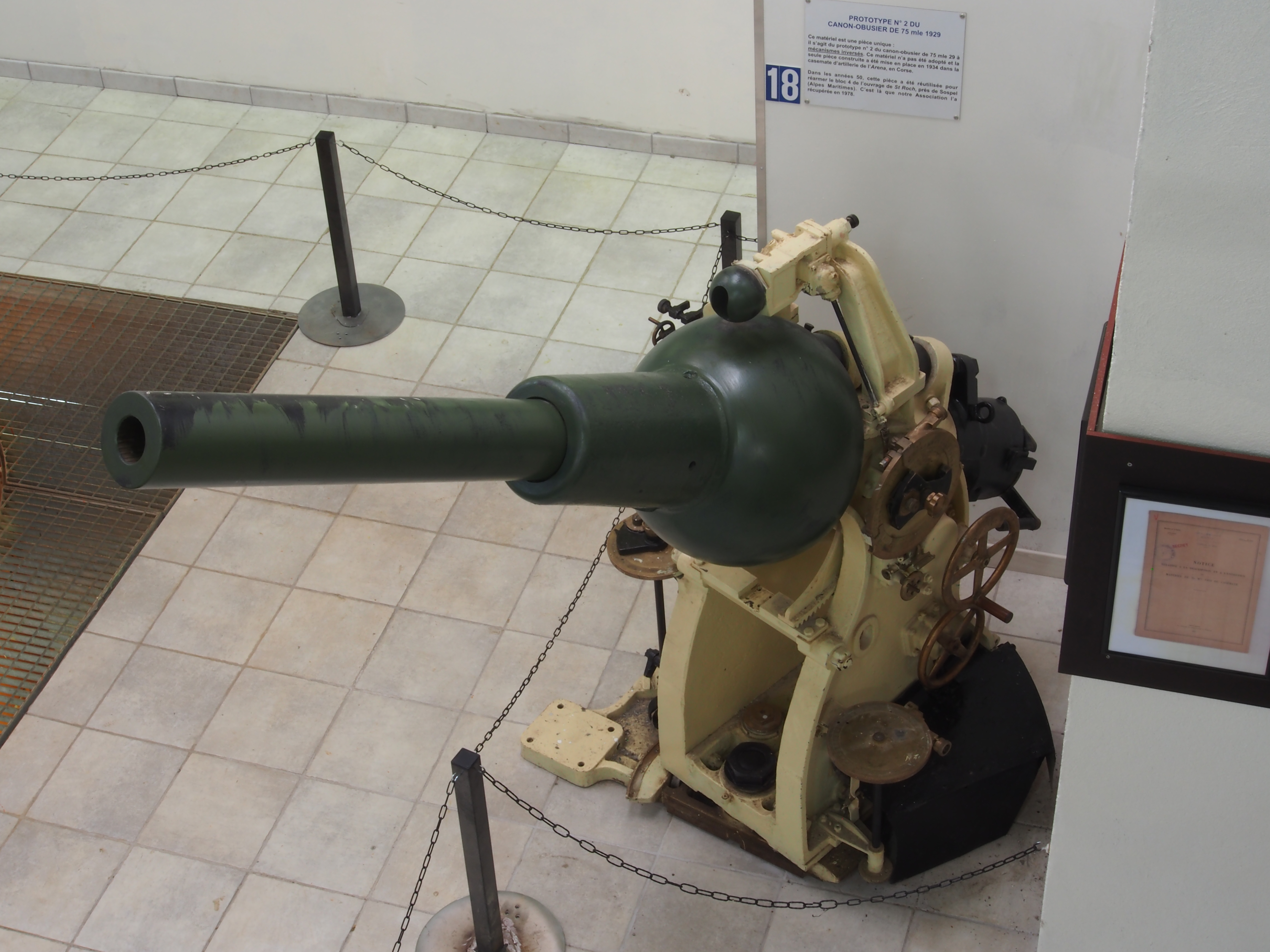
Canó-morter de 75 mm model de 1929
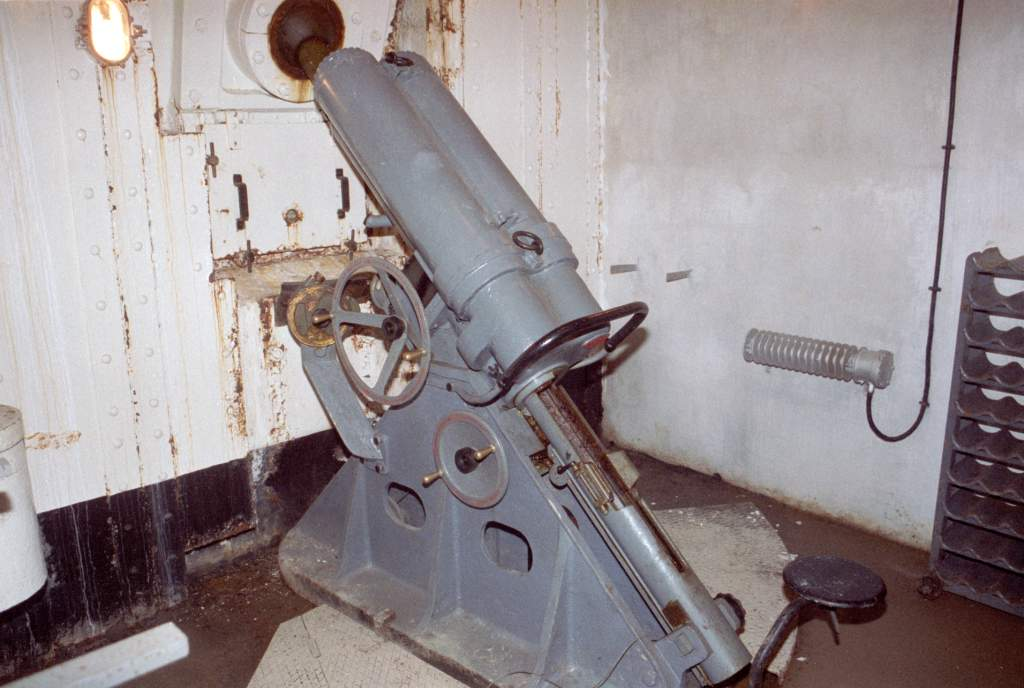
Morter de 81 mm model de 1932
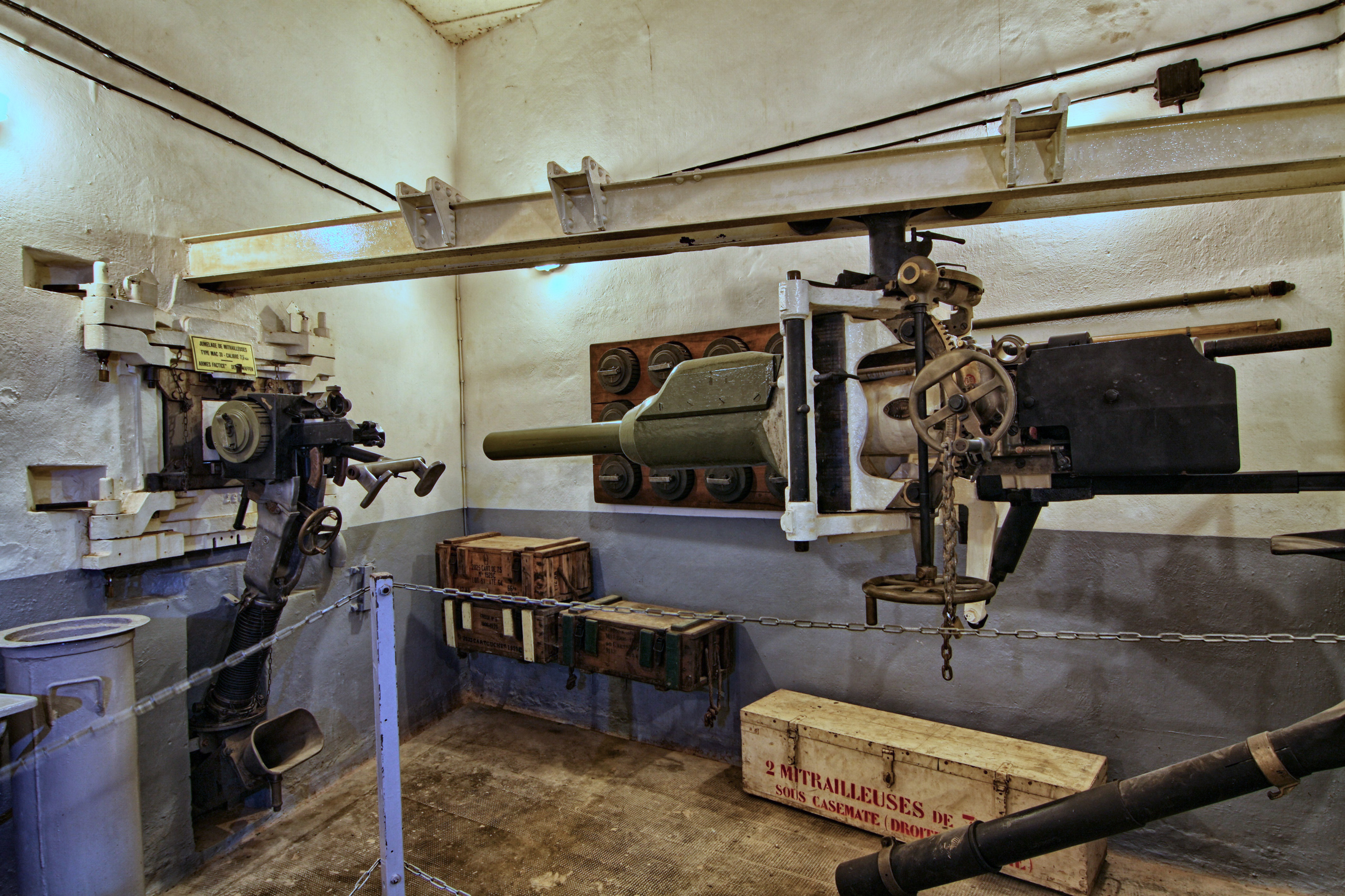
Canó AC de 47 mm model de 1934
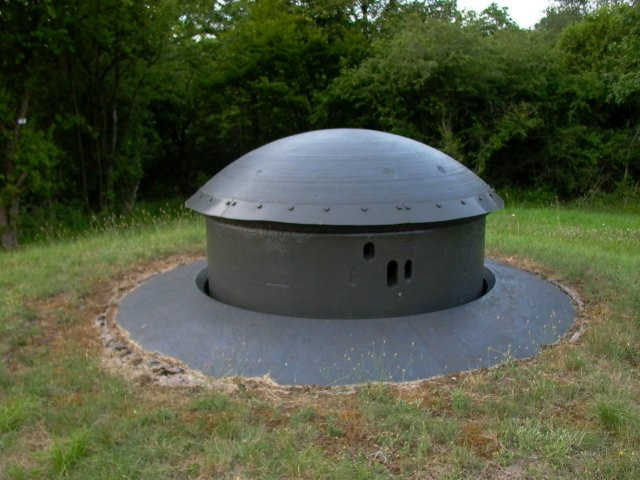
Torreta de metralladores model de 1935

En el cas extrem de l'ouvrage del Hackenberg (l'ouvrage més gran amb 19 blocs: armat amb 25 canons, 32 metralladores i 59 fusell metrallador), li correspon a 79.700 obusos i 351.9000 bales de 7,50 mm (850 tones de munició).

#### Magatzem principal (M1)
El magatzem principal de l'ouvrage (M1) es troba entre l'entrada de municions i la caserna. Les municions, guardades dins de caixes de fusta o de ferro (caixes metàl·liques per a 50 obusos de 75 mm o 20 obusos o beines de 135 mm), s'emmagatzemen en galeries semicircular paral·leles a la galeria principal. Dins d'aquestes galeries hi ha unes petites galeries que serveixen de cel·les d'emmagatzematge i que estan connectades a la resta de l'ouvrage.
El disseny del magatzem té com a objectiu limitar els efectes d'una explosió:
- les dues branques de la galeria semicircular amb la galeria principal estan orientades cap a l'entrada de l'ouvrage;
- no hi ha catenària a la galeria principal del magatzem per evitar espurnes;
- hi ha fornícules als dos extrems de cada cel·la d'emmagatzematge per absorbir una part de l'ona expansiva d'una explosió;
- les parets de maó formen entrades en ziga-zaga a banda i banda de les cel·les d'emmagatzematge;
- hi ha ruixadors d'aigua a pressió (1000 litres per minut durant 5 minuts) al sostre, connectats als detectors de temperatura;
- una porta blindada de deu tones en enfilada a la galeria principal pot tancar l'accés a la resta de l'obra (ja que s'obre cap al magatzem, evitan així que s'obri per l'ona expansiva de l'explosió);
- en material pirotècnic, municions i granades s'emmagatzemen en diferents llocs.

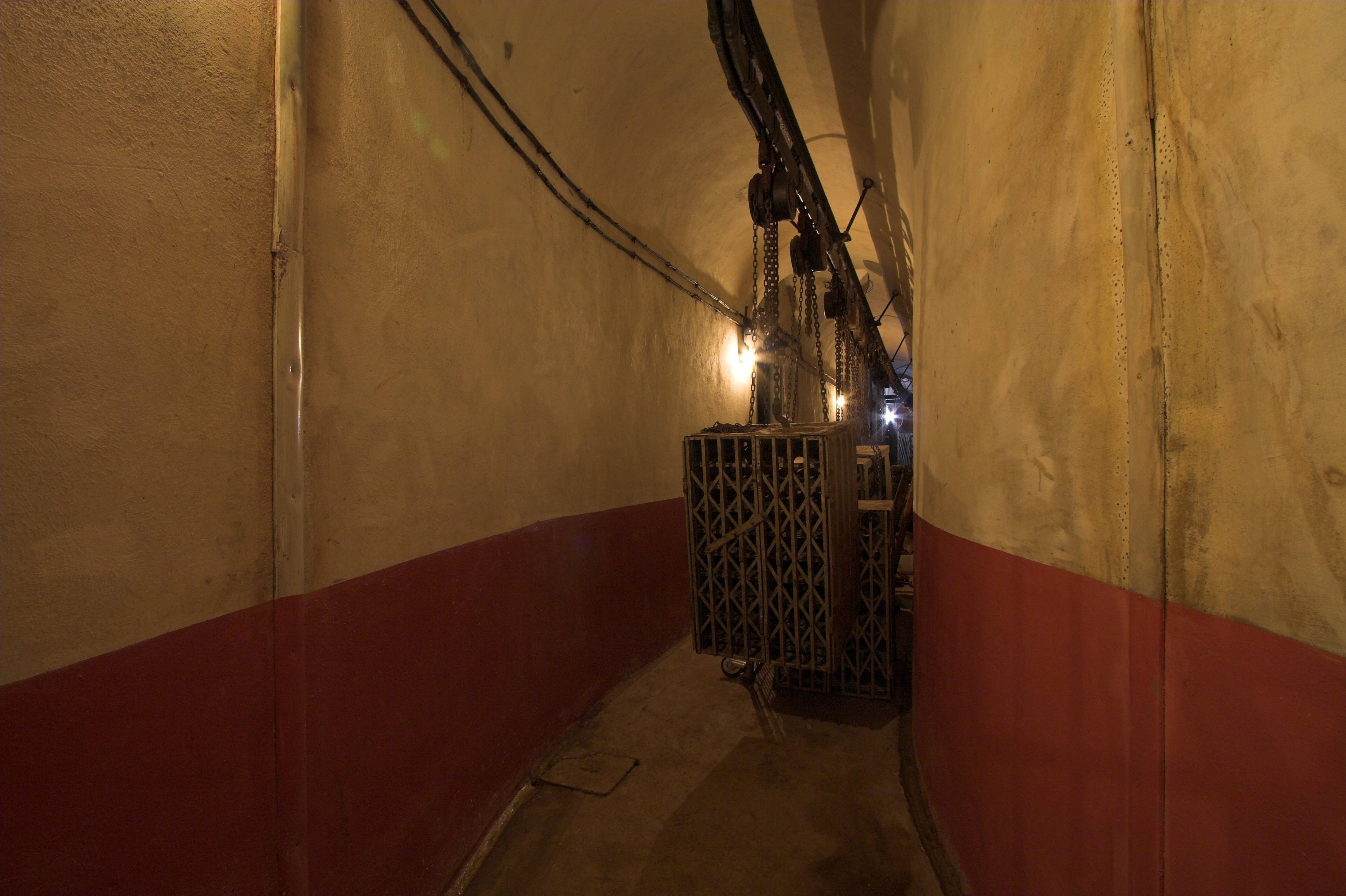
Monorail de transport de caixes de municions
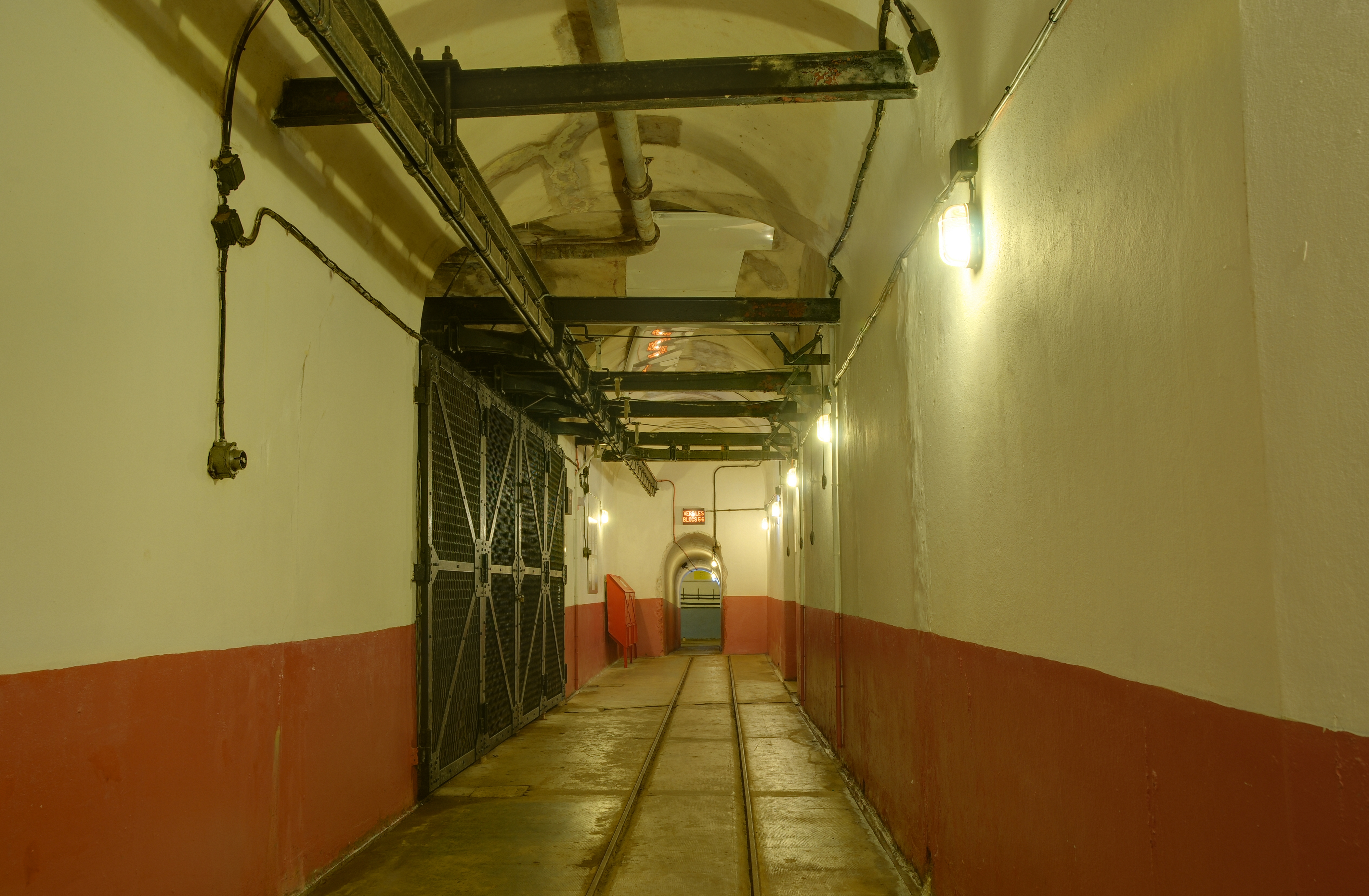
Galeria subterrània del bloc 4 de l'ouvrage de Schoenenburg. Monorail de transport (a dalt) i entrada M2 (esquerra)
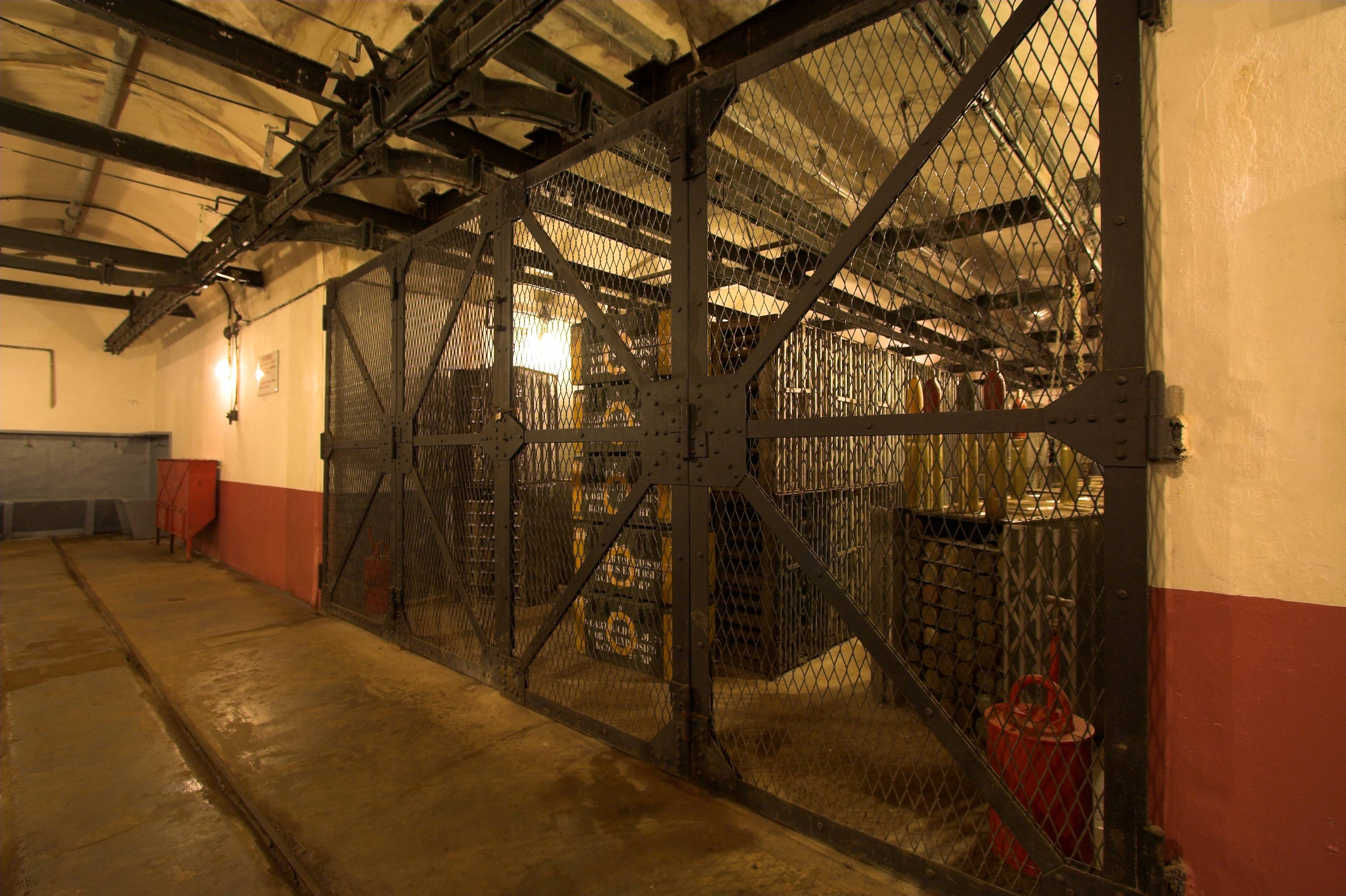
Cel·la d'emmagatzematge
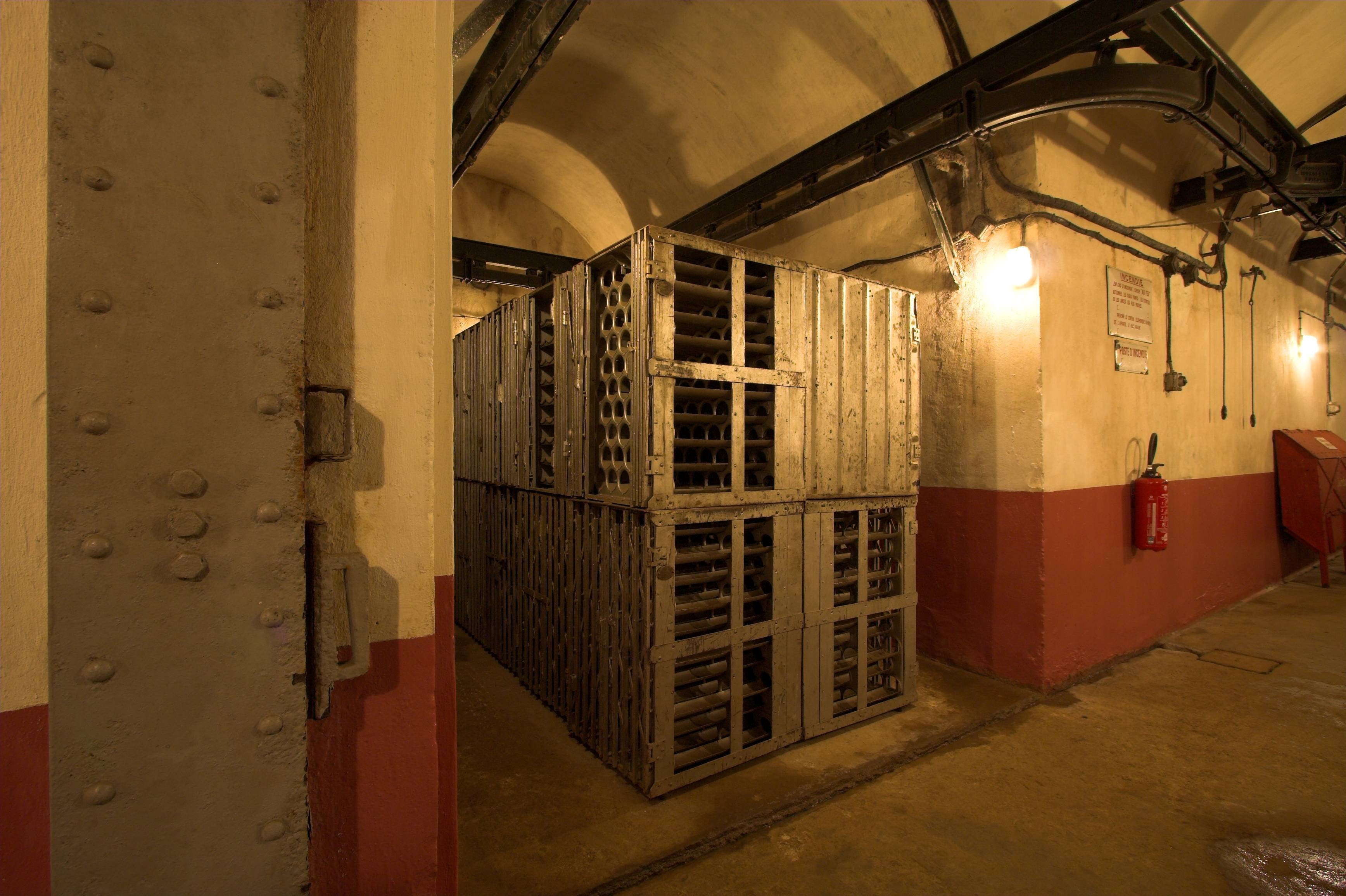
Piles de caixes de municions
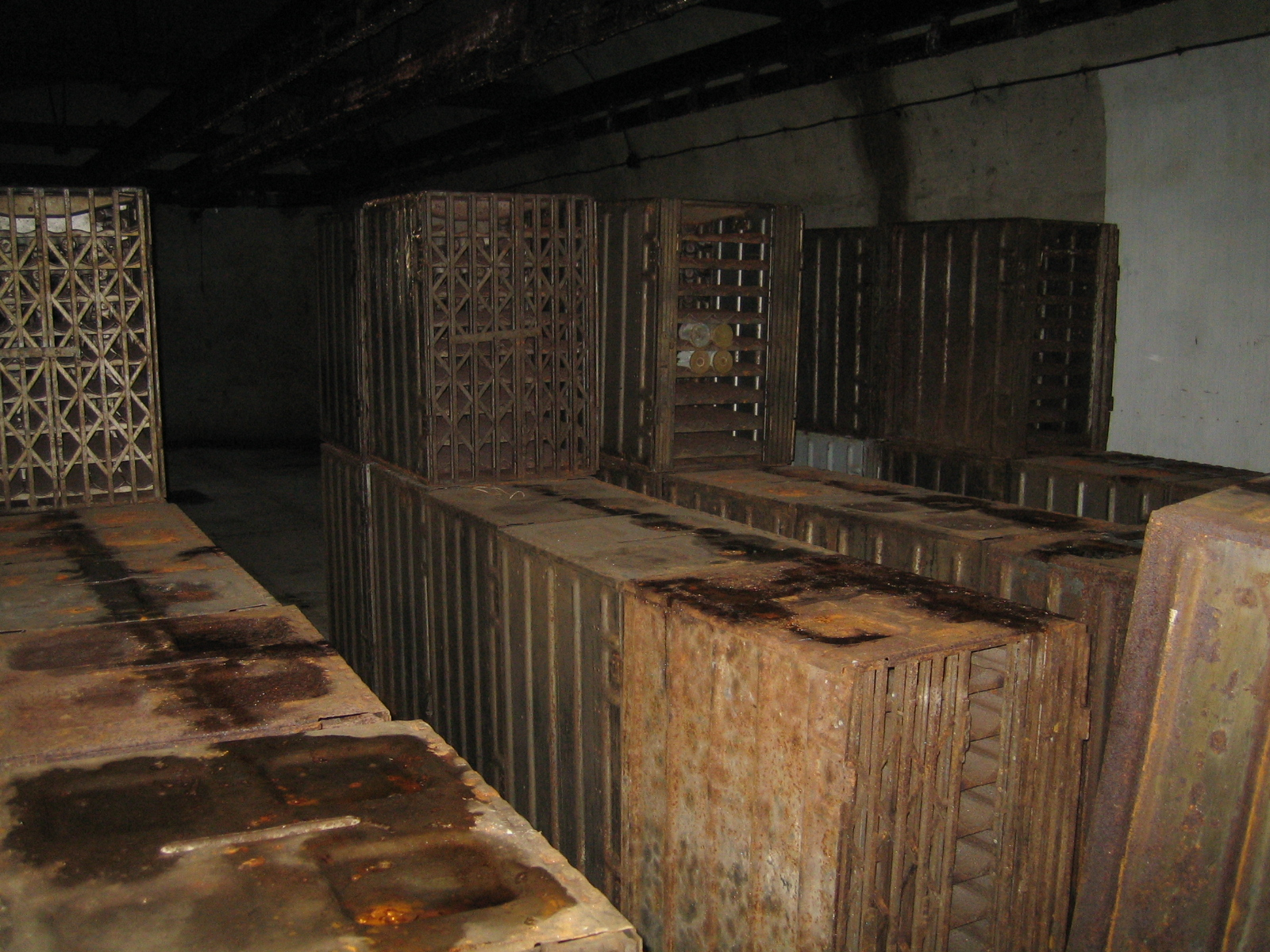
Caixes de municions

Només dotze ouvrages tenen un magatzem principal (M1), més gran o més petit:
- 9 cel·les d'emmagatzematge per a Hackenberg;
- 7 per a Simserhof i Hochwald;
- 6 per a Molvange i Métrich;
- 5 per a Latiremont, Bréhain, Rochonvillers i Anzeling;
- 3 per a Fermont i Soetrich;
- 2 per a Galgenberg.

#### Magatzems del bloc d'artilleria (M2 i M3)
Cada bloc d'artilleria té sota ell (teòricament) el seu propi magatzem de municions (M2). Aquest magatzem està generalment compost per dues cel·les d'emmagatzematge, on les beines dels obusos procedents del magatzem principal (M1) esperen ser traslladades per un muntacàrregues cap al magatzem proper a la cambra de tir del bloc (M3).

### La fàbrica
Cada ouvrage ha de poder continuar funcionant durant varis mesos aïllat de l'exterior, d'aquí el desenvolupament de locals tècnics dins de l'ouvrage en una zona anomenada «la fàbrica». És on es troben els grups electrògens (que produeixen l'electricitat de l'ouvrage), els transformadors elèctrics, la sala d'alta tensió (que rep l'electricitat de l'exterior i baixa la tensió), les sales de neutralització (que filtren l'aire), la sala dels ventiladors, el taller (per al manteniment i la reparació, amb un torn, un trepant, una forja i soldadors), així com els dipòsits de gasoil per a tres mesos, aigua refrigerant i oli.

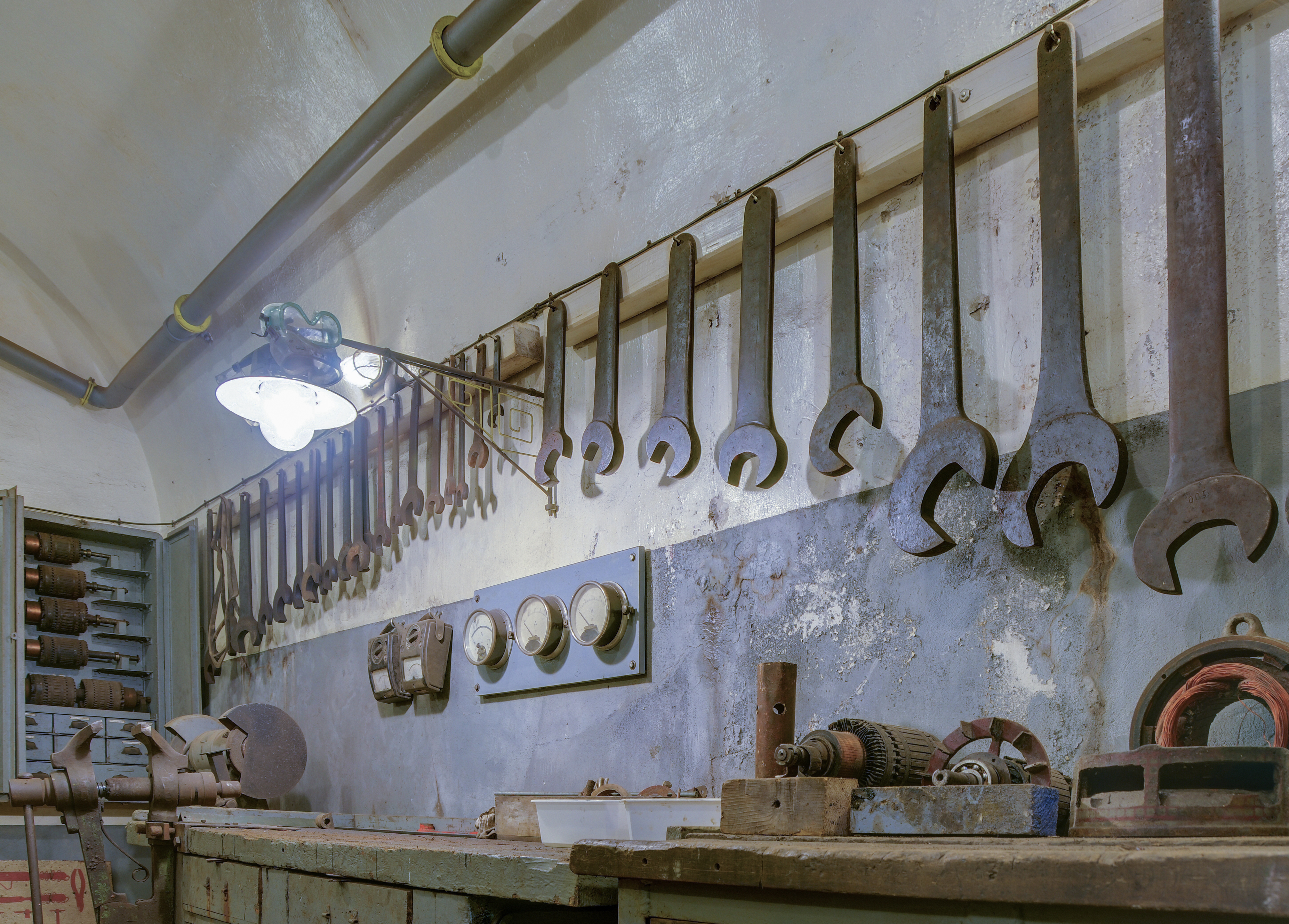
Taller de reparacions
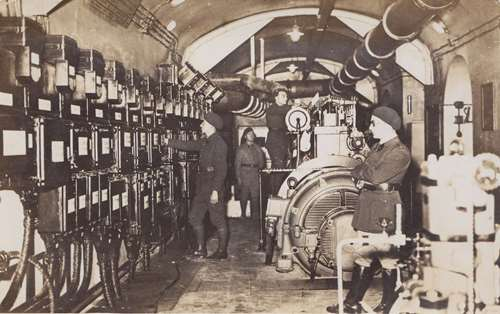
Part de la fàbrica de l'ouvrage de Rochonvillers el 1938; a l'esquerra els quadres elèctrics, a la dreta un dels quatre motors dièsel de l'ouvrage

#### Els grups electrògens
La majoria dels ouvrages es connecten a la xarxa elèctrica civil per cable soterrat per al subministrament d'electricitat, però cada ouvrage és capaç de proporcionar les seves pròpies necessitats en cas de manca de subministrament elèctric extern gràcies als grups electrògens. Generalment hi ha quatre grups electrògens en una fàbrica subterrània (tres grups als ouvrages dels Alps, i només dos en els petits ouvrages), complementats per un petit grup de grups auxiliars (per a il·luminació d'emergència i reforçar els grups electrògens principals). En els grans ouvrages, dos grups són suficients per subministrar el conjunt (il·luminació, calefacció, ventilació, muntacàrregues, torretes, locomotores elèctriques), un tercer necessari en cas de filtrar l'aire, el quart restant en reserva (en cas de revisió).

Cada grup electrògen consisteix en un motor dièsel que acciona un alternador. Per als grans ouvrages es va triar motors dièsel de quatre temps a baix règim (325 a 1000 revolucions per minut) i refrigerat per aigua, comprat a la SGCM (Societat General d'Enginyeria Mecànica, a La Courneuve, amb llicència Man) per a la RFM (Regió Fortificada de Metz), a la CCM (Empresa de construcció mecànica, Saint-Denis, fabricant motors Sulzer) per a la RFL (Regió Fortificada del Lauter), a la SMIM (Societat de motors per a la indústria i la marina, de París, utilitzant els procecents de Körting) per als fronts sud-orientals i nous, així com per als altres ouvrages els motors de Renault, SUPDI (SUPer DIesel, de Puteaux), Als.Thom (Alsacienne-Thomson, de Belfort), Baudoin (de Marsella), i CLM (Companyia lillosa de motors, de Fives-Lilla, tipus Peugeot-Junkers).

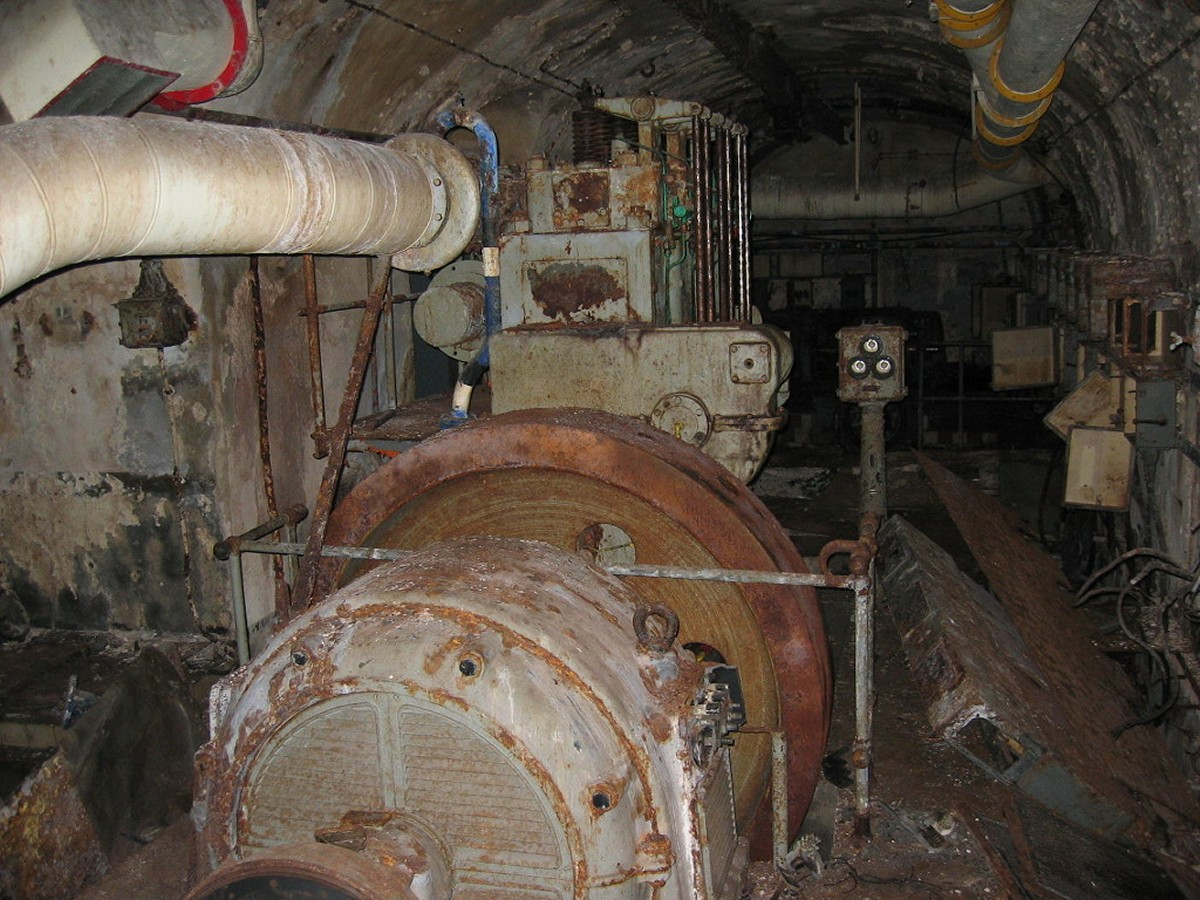
Un dels grups de l'ouvrage de Soetrich
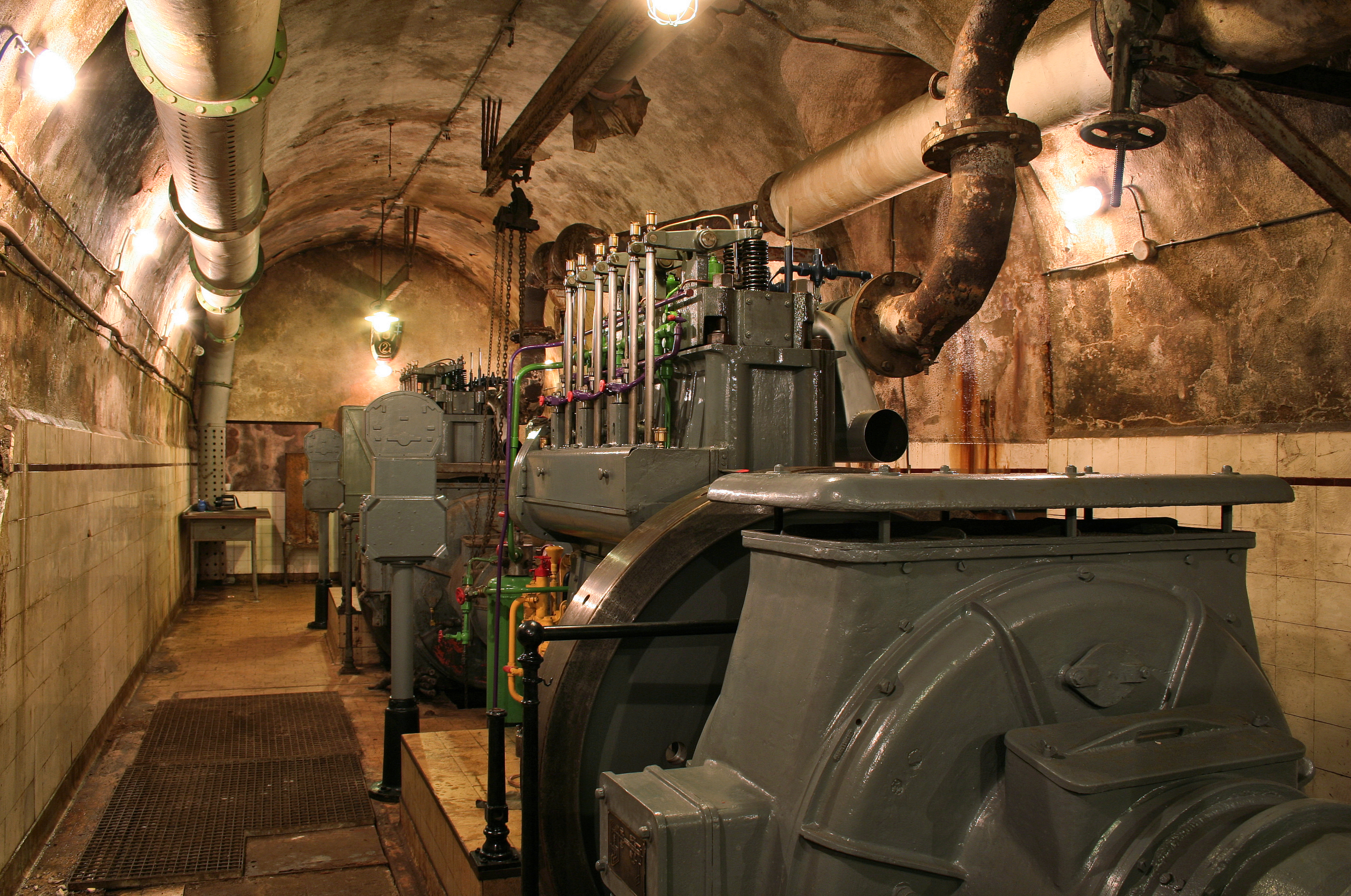
Grups de l'ouvrage de Michelsberg
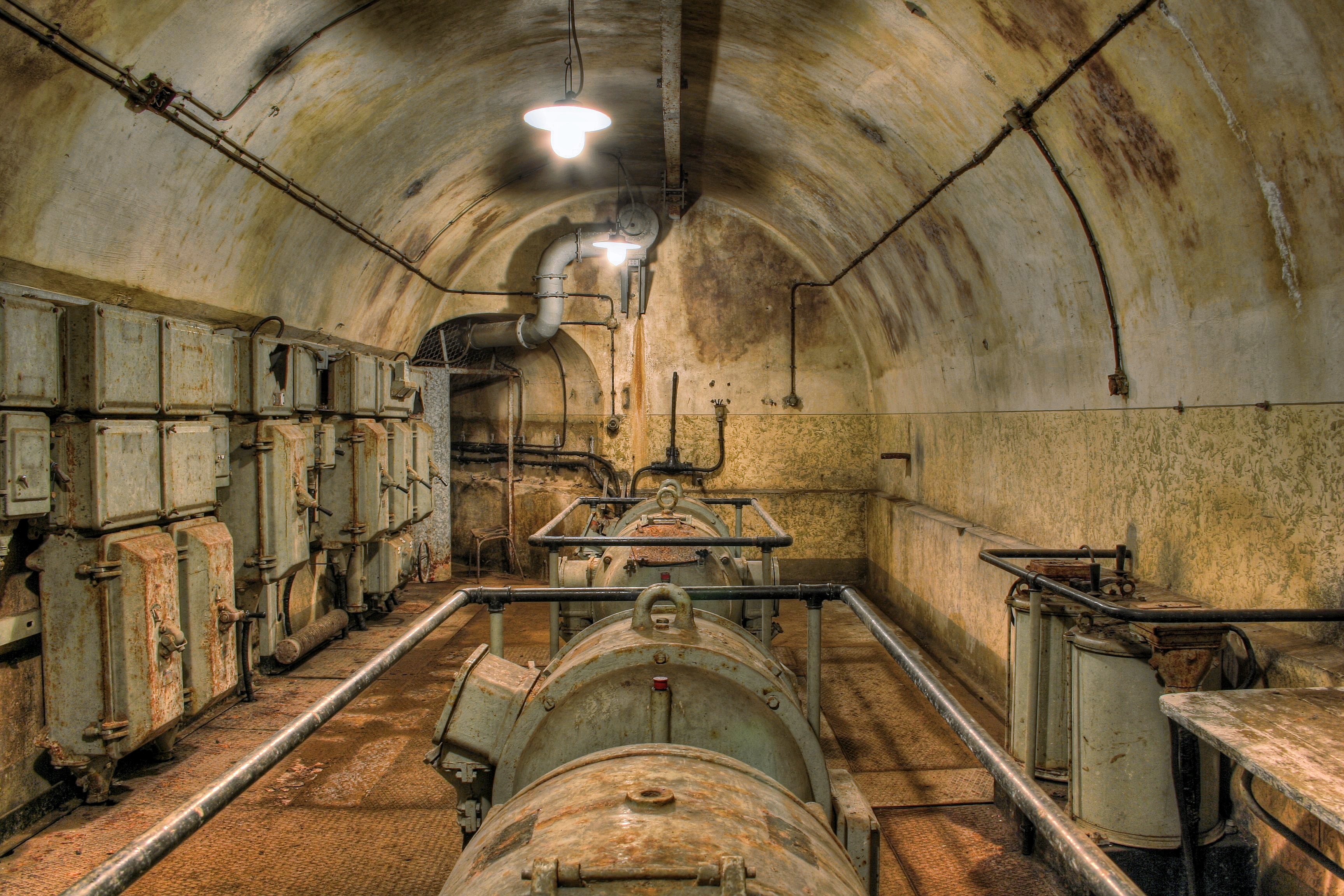
Transformadors de l'ouvrage del Michelsberg
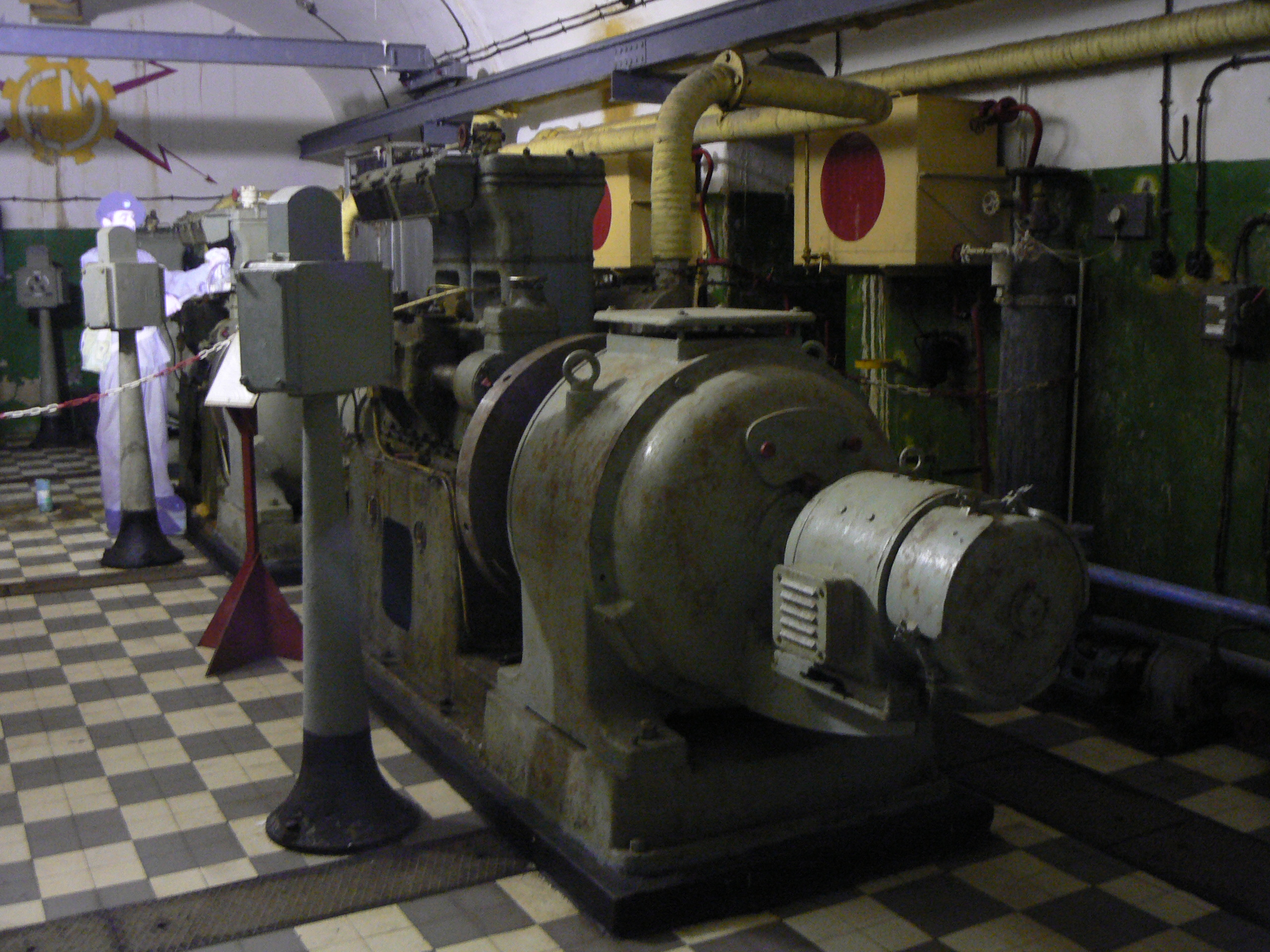
Un dels grups de l'ouvrage de Saint-Gobain
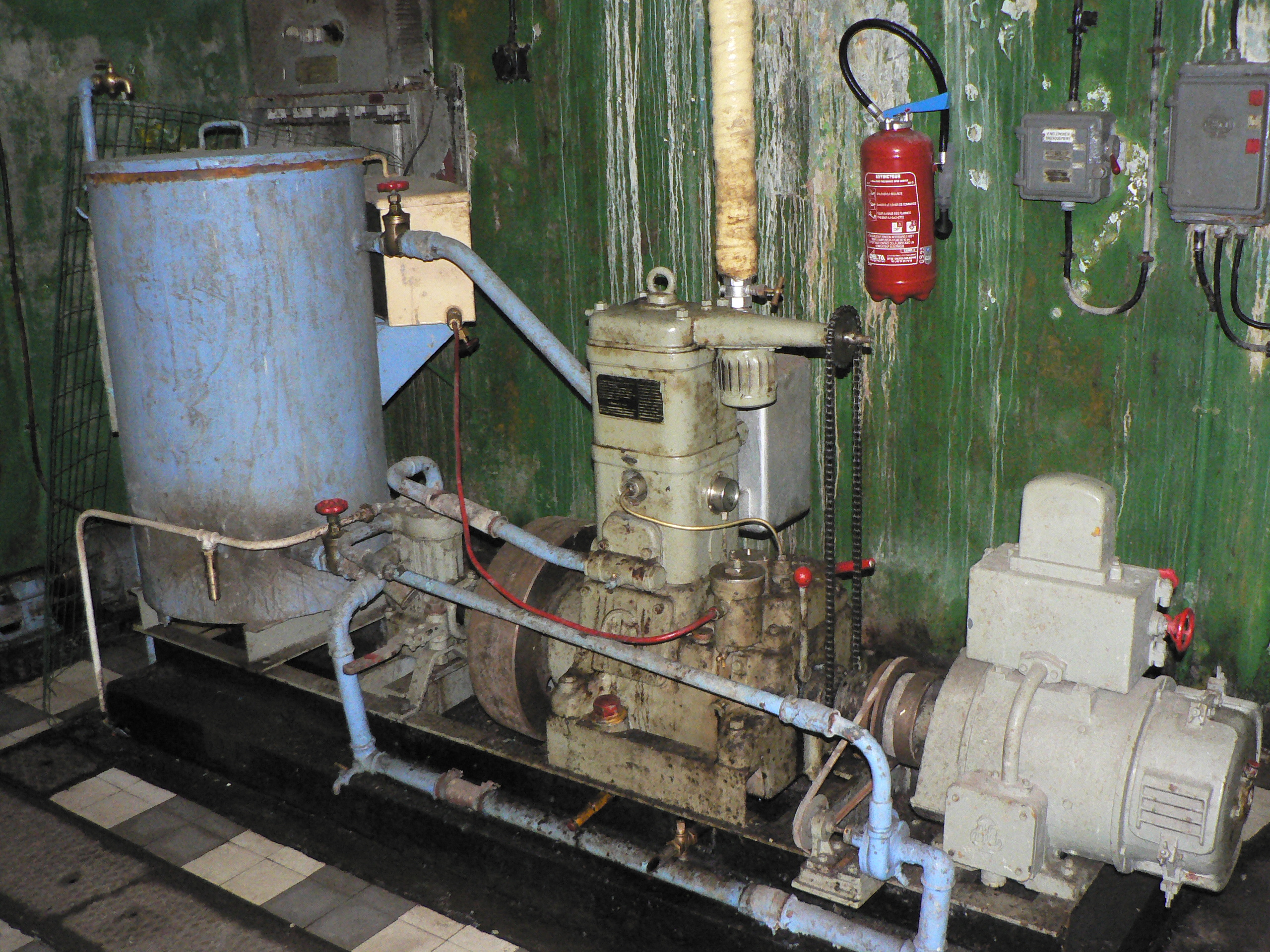
Grup electrogen auxiliar de l'ouvrage de Saint-Gobain
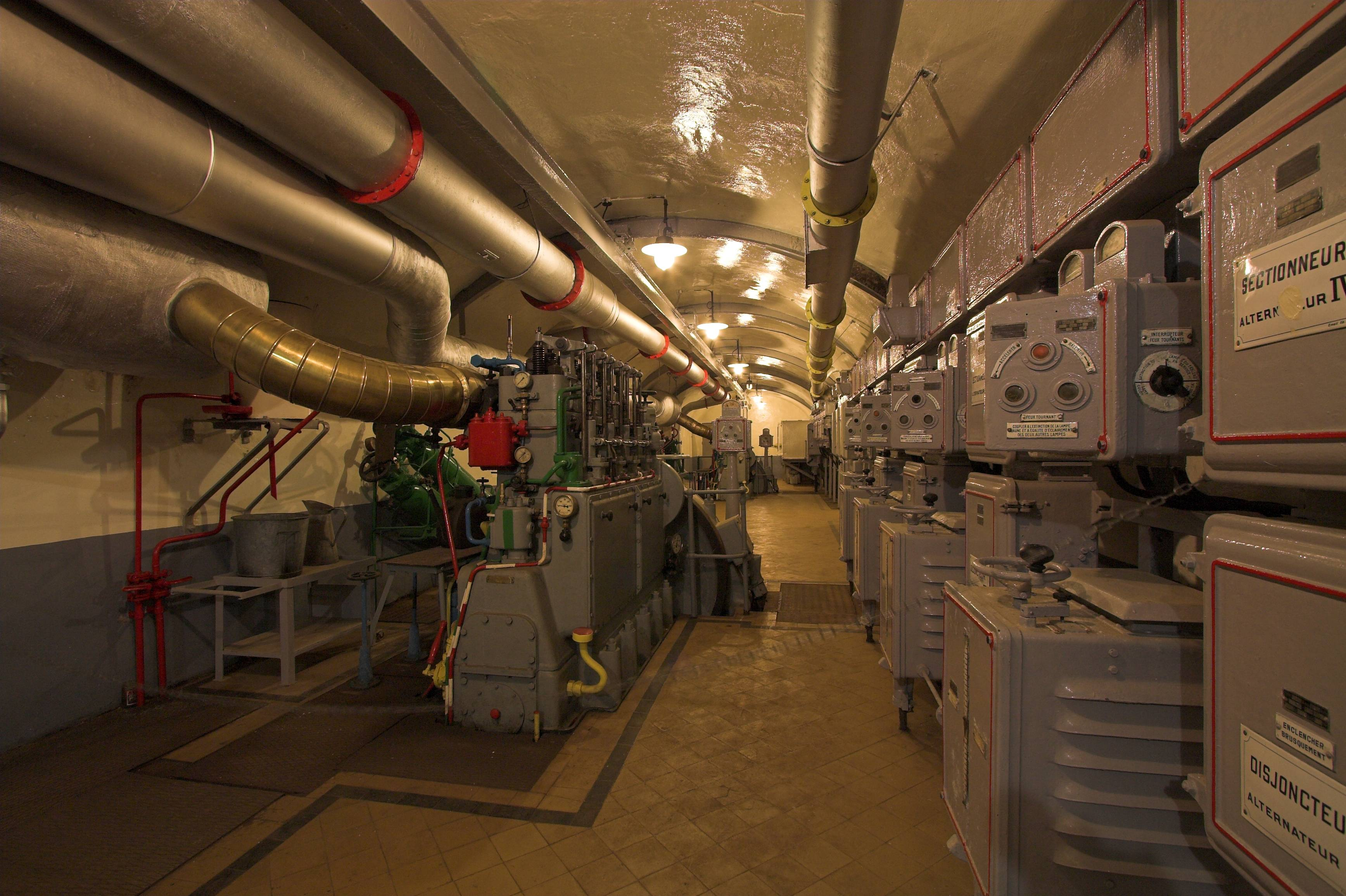
Grup de l'ouvrage de Schœnenbourg
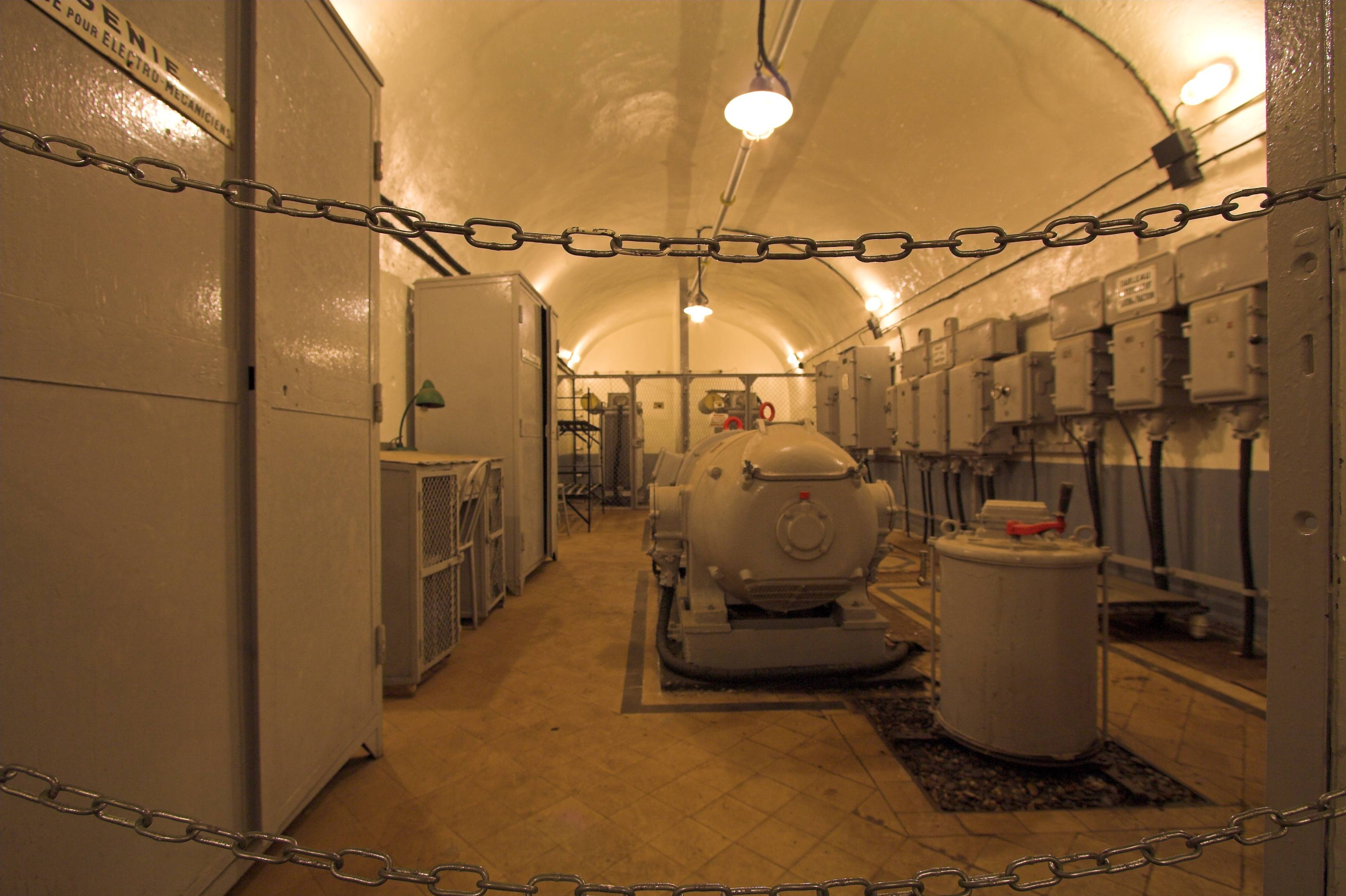
Transformadors de l'ouvrage de Schœnenbourg

La potència dels grups depèn dels requeriments energètics de l'ouvrage, que van des dels 15 CV (per als refugis actius del sud-est) fins als 350 CV (ouvrage del Hackenberg).
Els grups que funcionen amb gasoil, l'evacuació de gasos es fa mitjançant una xemeneia amb vistes a l'entrada per a homes. Els grups es posen en marxa utilitzant aire comprimit produït durant el seu funcionament i emmagatzemat en dipòsits entre els períodes de funcionament.

#### La sala dels filtres
Les «sales de neutralització» estan equipades amb bateries de filtres d'aire per evitar l'asfixia pels gasos emesos per trets o durant els atacs de gas. Els gasos de combat coneguts en aquell moment són els de la Primera Guerra Mundial: els sufocants (clor i fosgè) que cremen les vies respiratòries, els vesicants (yperita, cloropicrina i lewisita) que cremen la pell i les mucoses, els esternutatoris (adamsita amb base d'arsà) que provoca tos i vòmits (tòxics en un entorn reduït), i gasos lacrimògens que irriten els ulls. Tots aquests gasos tenen propietats, colors i olors conegudes, per tant, la possibilitat de desencadenar una alarma de gas.
L'alarma provoca el tancament de totes les portes estanques de les entrades i la modificació del sistema de ventilació que entra en mode «aire gasejat»; l'aire s'agafa des de la part davantera de l'entrada per a homes (situada més amunt de la entrada per a municions), aspirada a través de filtres situats a la sala de neutralització de l'ouvrage abans de ser expulsat a la galeria propera a la caserna i els ventiladors de la fàbrica. A totes les instal·lacions s'afegeix una lleugera sobrepressió per expulsar el gas (els blocs de combat tenen el seu propi sistema, amb sala de filtres i rescloses d'aire que els separa de la resta de l'ouvrage). Els conductes de ventilació estan pintats segons la seva xarxa; de color rosa per a «aire net» i de verd per a «aire gasejat».

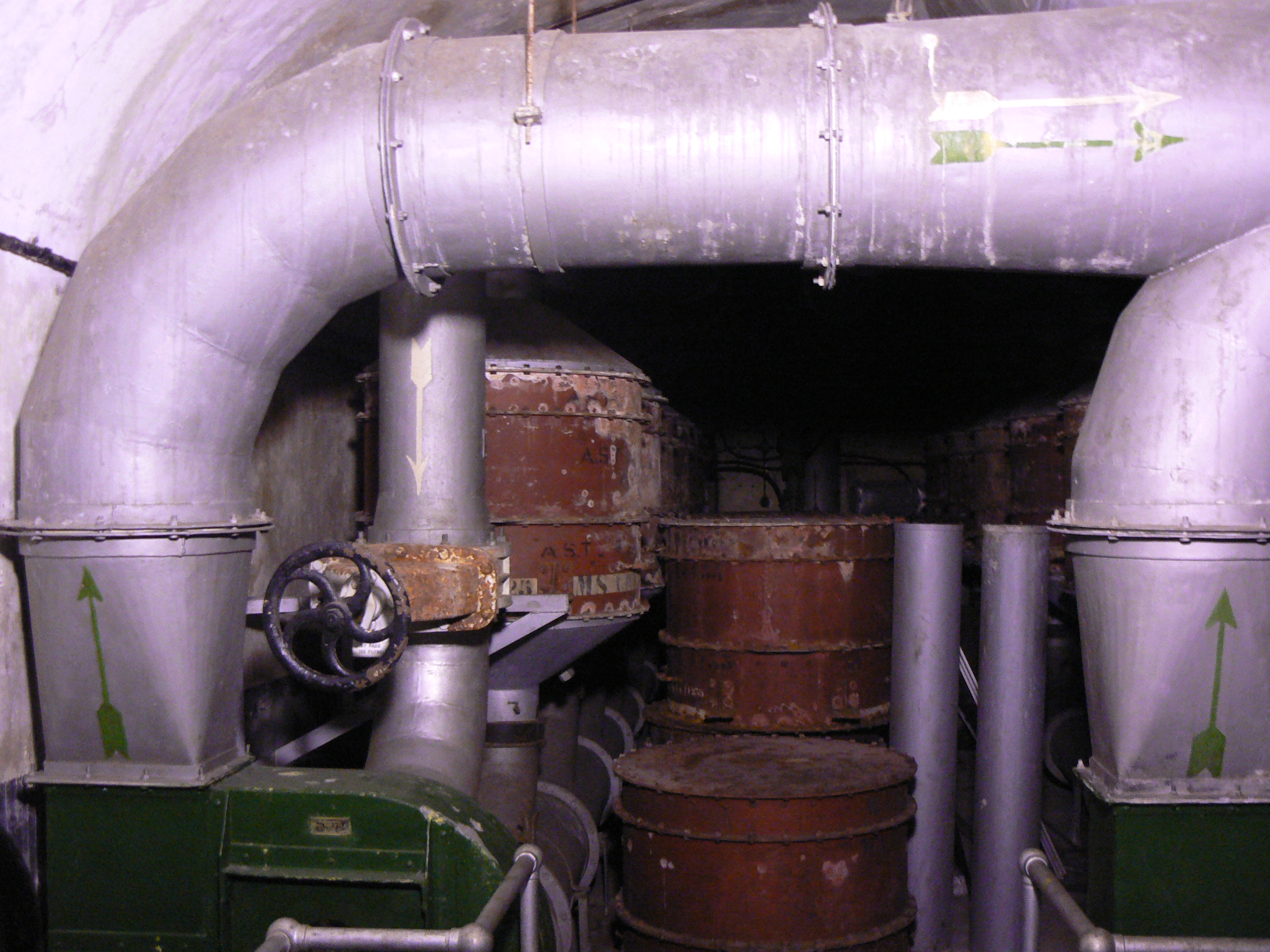
Sistema de ventilació de l'ouvrage de Saint-Gobain
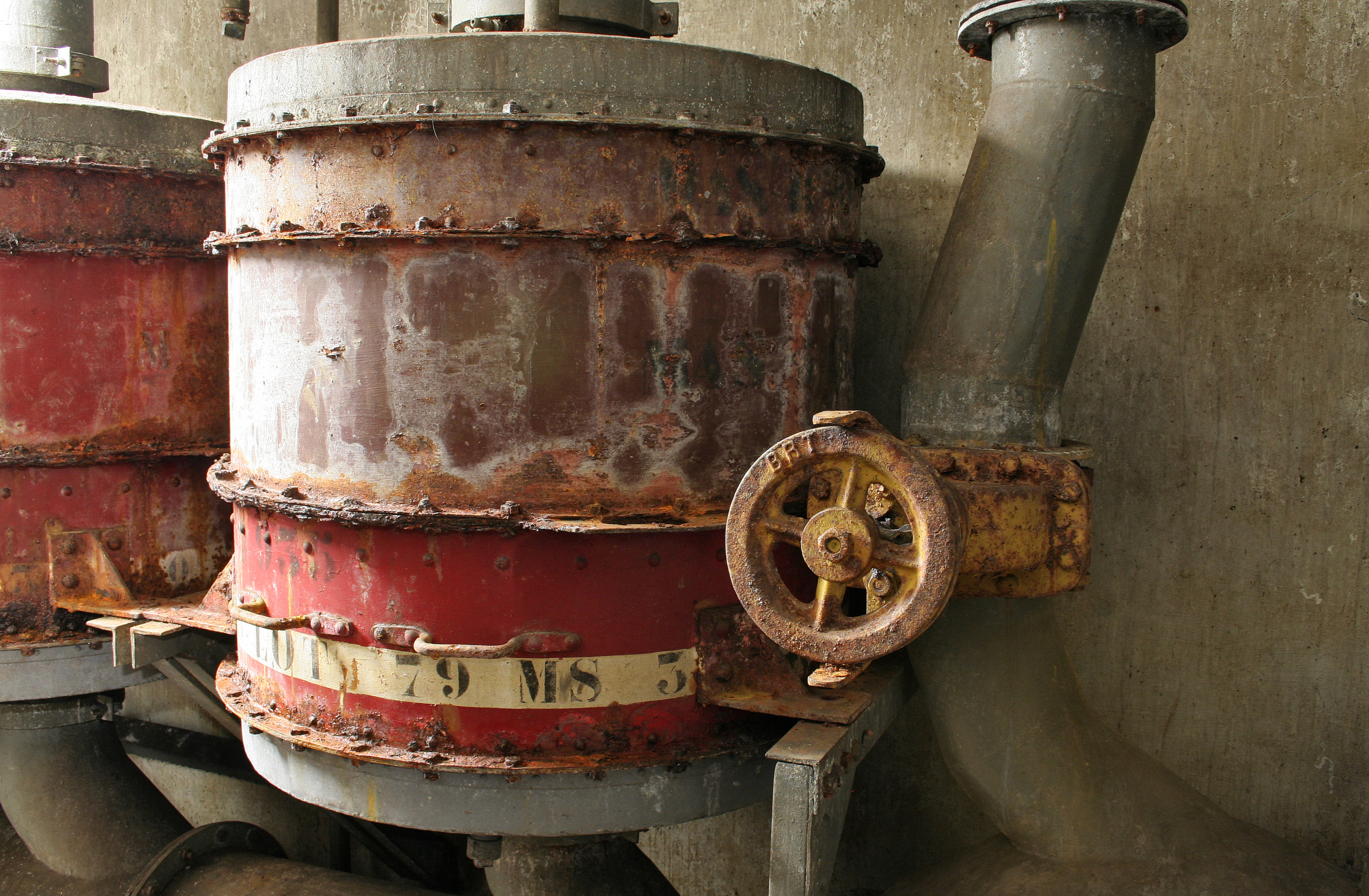
Filtres de l'ouvrage del Michelsberg
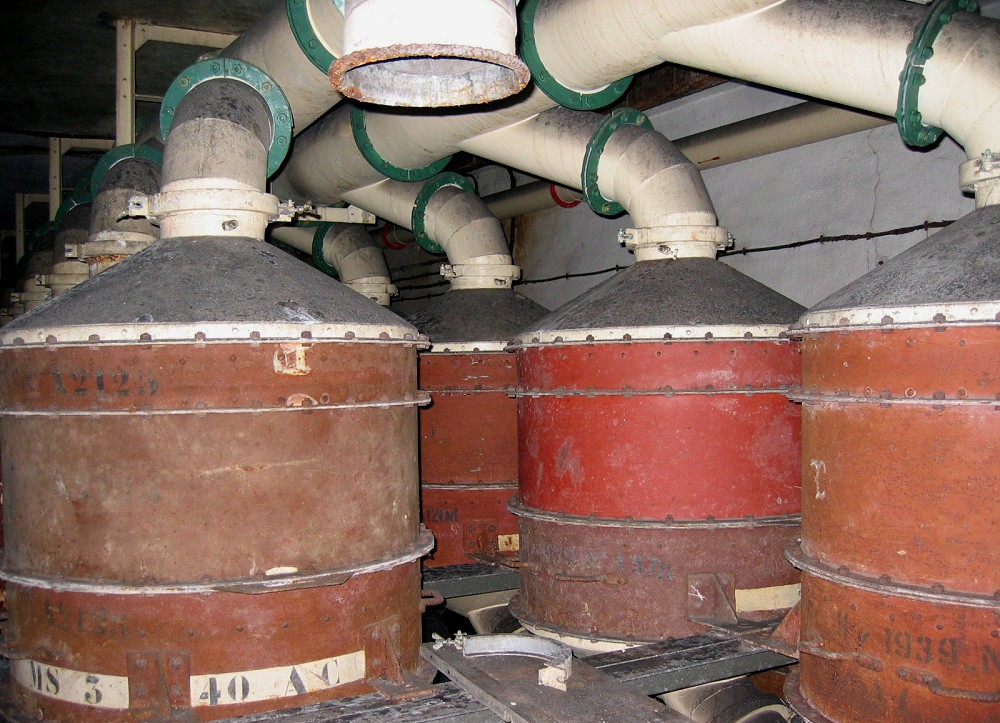
Filtres de l'ouvrage del Billig
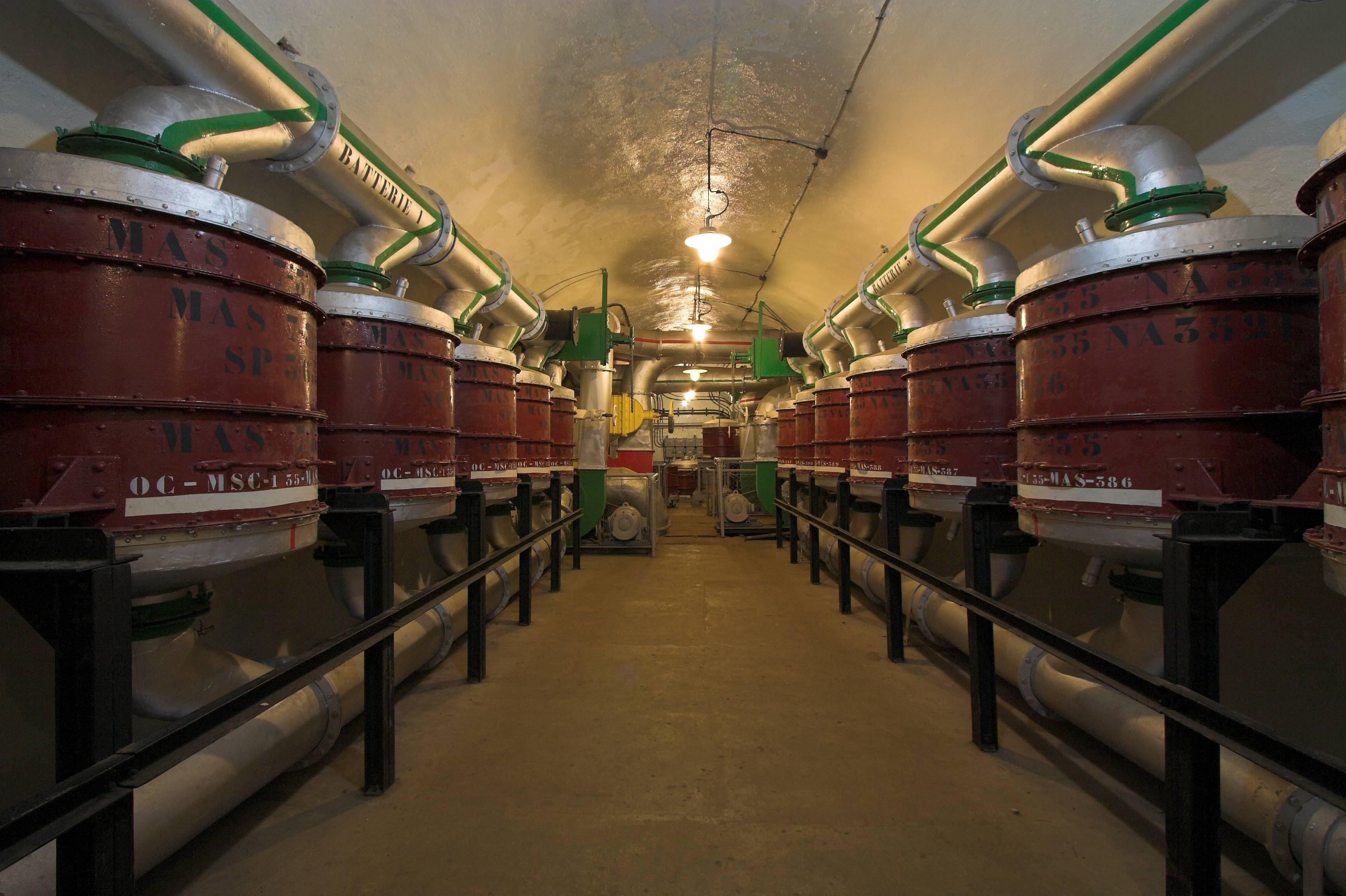
Bateria de filtres de l'ouvrage de Schœnenbourg
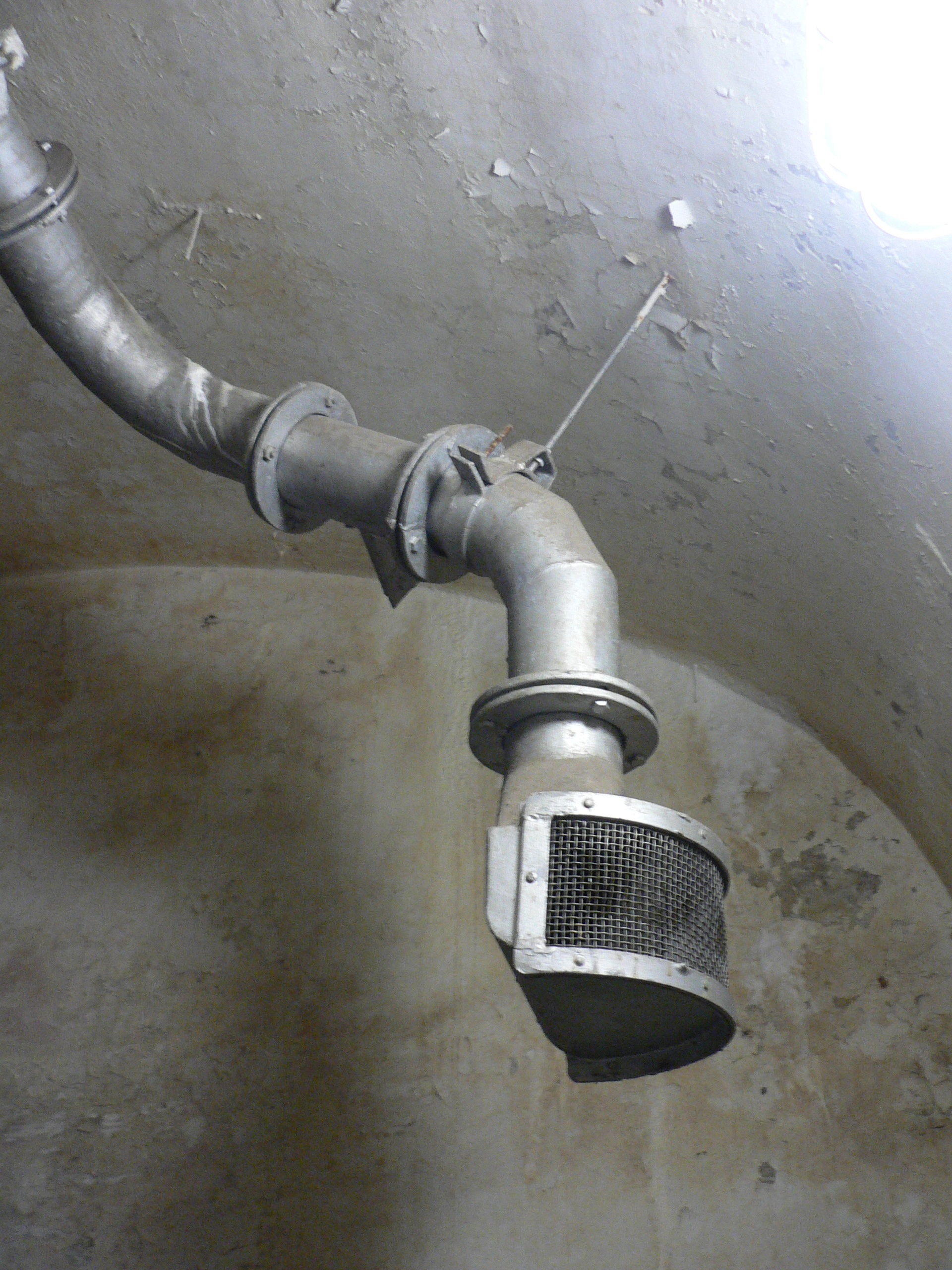
Ventilació de l'ouvrage de Saint-Gobain

Els filtres, 24 en grans ouvrages (cadascun pesa 230 kg), es compon de tres cilindres superposats; el primer atura la pols i les molècules de gas grans (diàmetre superior a 0,3 micres), el segon neutralitza les arsines, el tercer conté carbó porós que absorbeix els gasos pesats.

### La caserna
Per a assegurar la tranquil·lat i seguretat a la tropa d'una caserna, hi ha diferents locals a prop de la fàbrica i de les entrades: habitacions per a la tropa (32 soldats o 9 sergents per habitació), habitacions d'oficials (1 oficial per habitació), una infermeria, una sala d'operacions, habitacions per als ferits, diverses botigues (roba, llençols, etc.), cel·les disciplinàries (una cel·la per a 150 homes), cuines (la dels oficials a part), lavabos, dutxes, urinaris, plaques turques (un per a 40 homes o 15 oficials), clavegueram, un pou d'aigua (o la captació d'una font), una cisterna d'aigua potable (per a 15 dies), una rentadora, galledes d'escombraries, reserva d'aliments (per a 45 dies), etc.

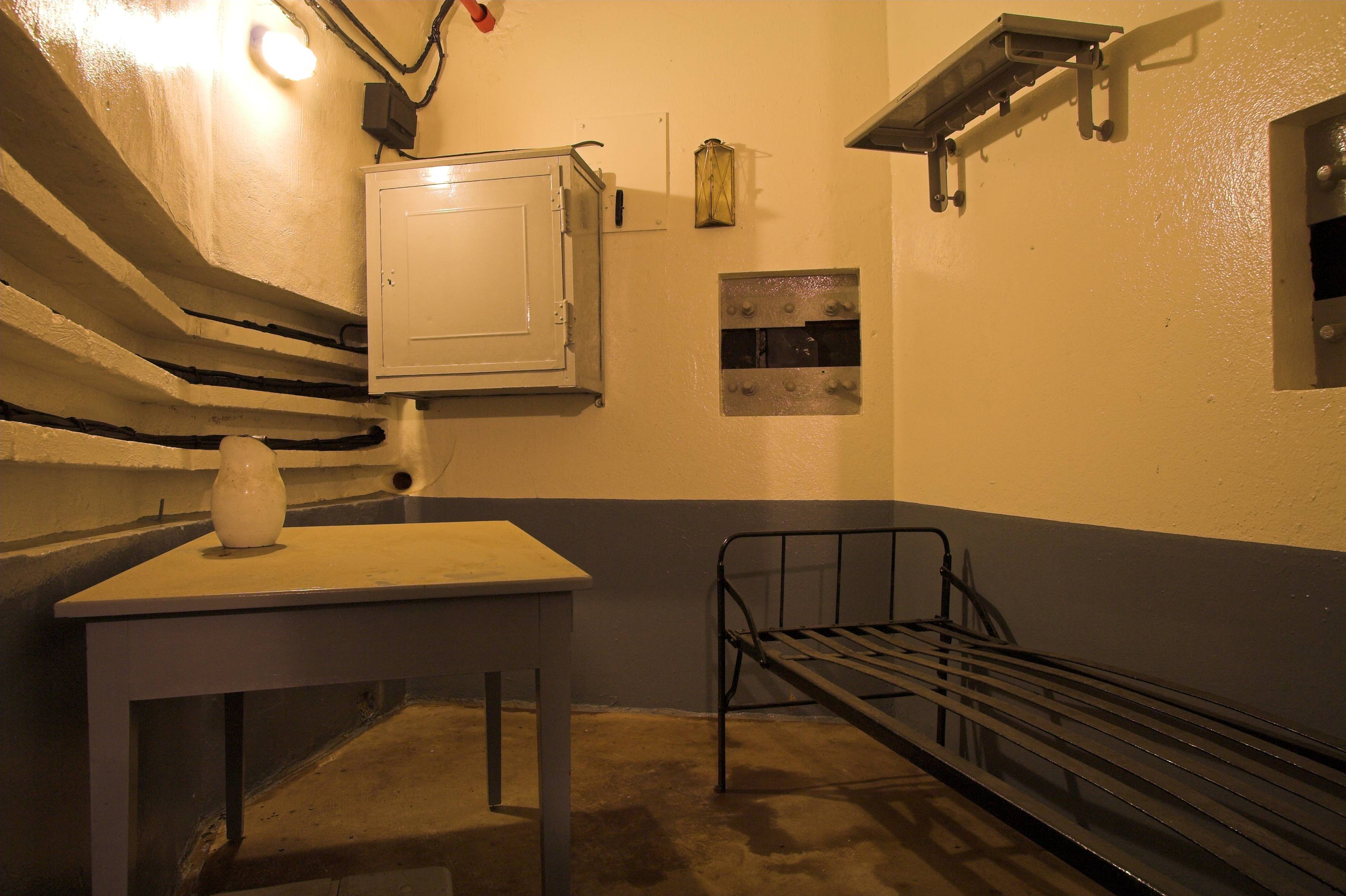
Dormitori d'un oficial
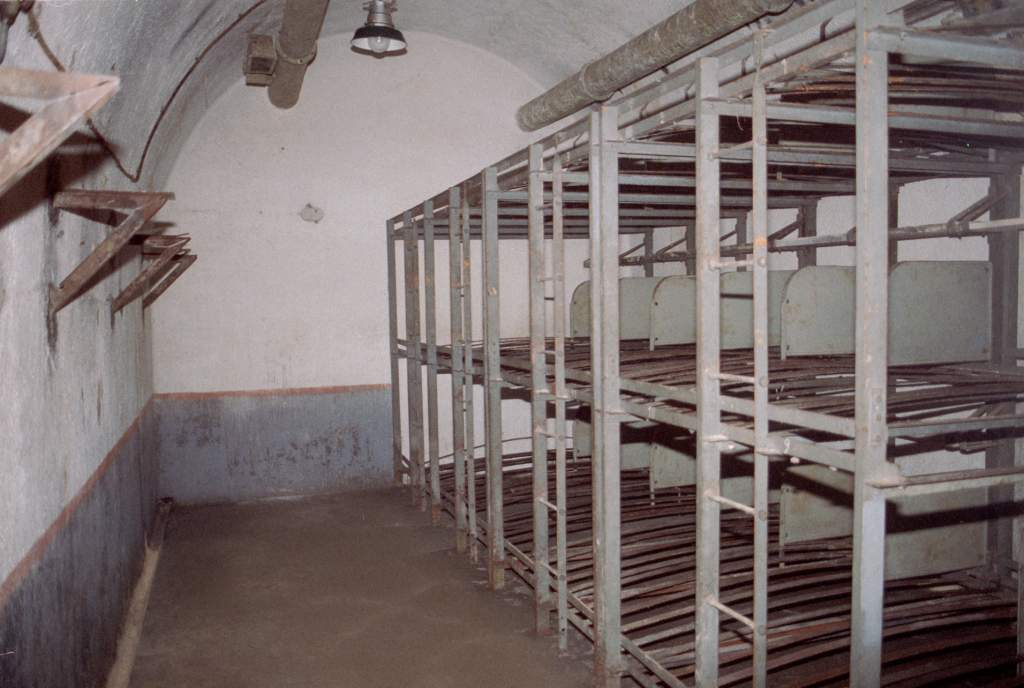
Dormitori dels soldats
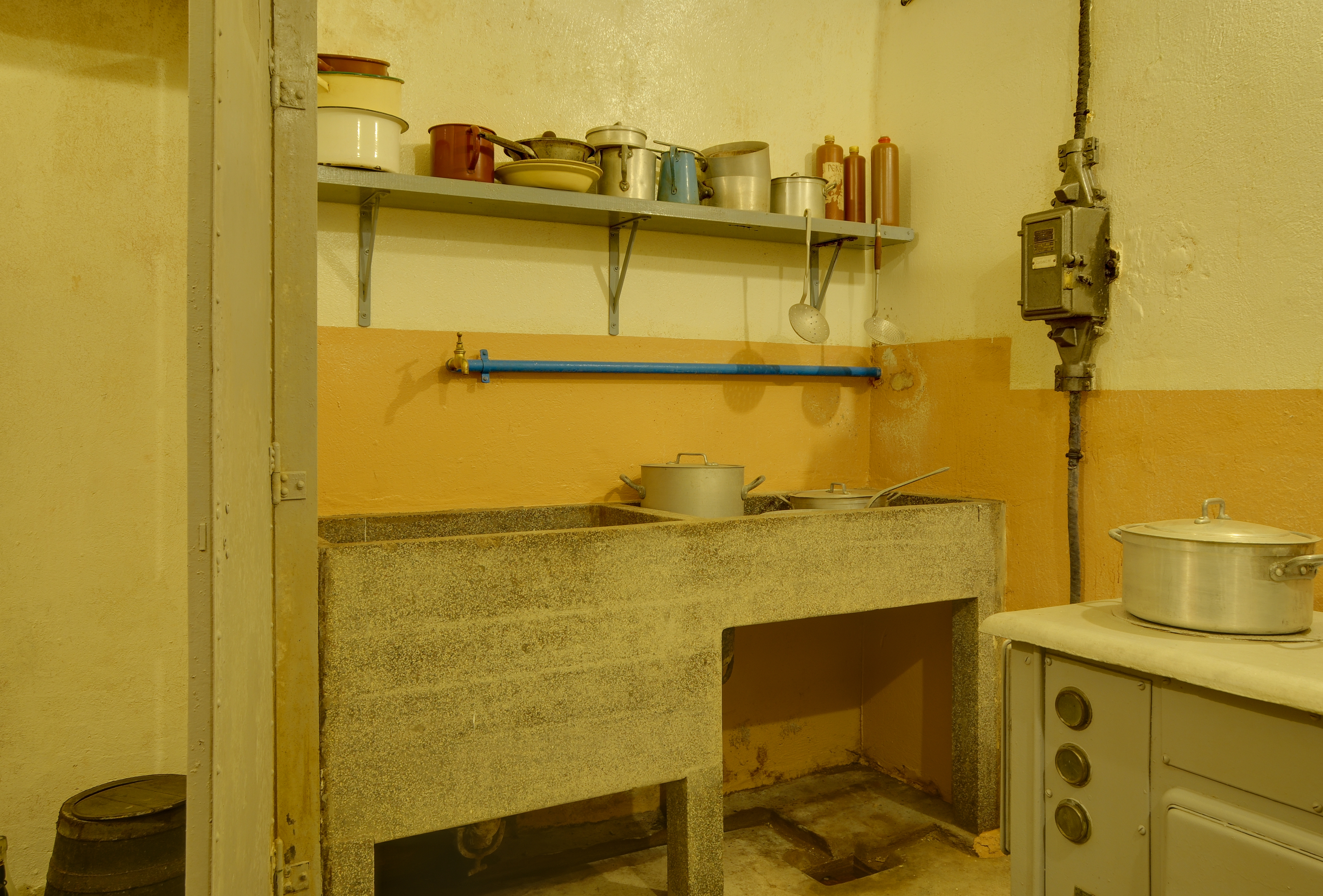
Cuina dels oficials
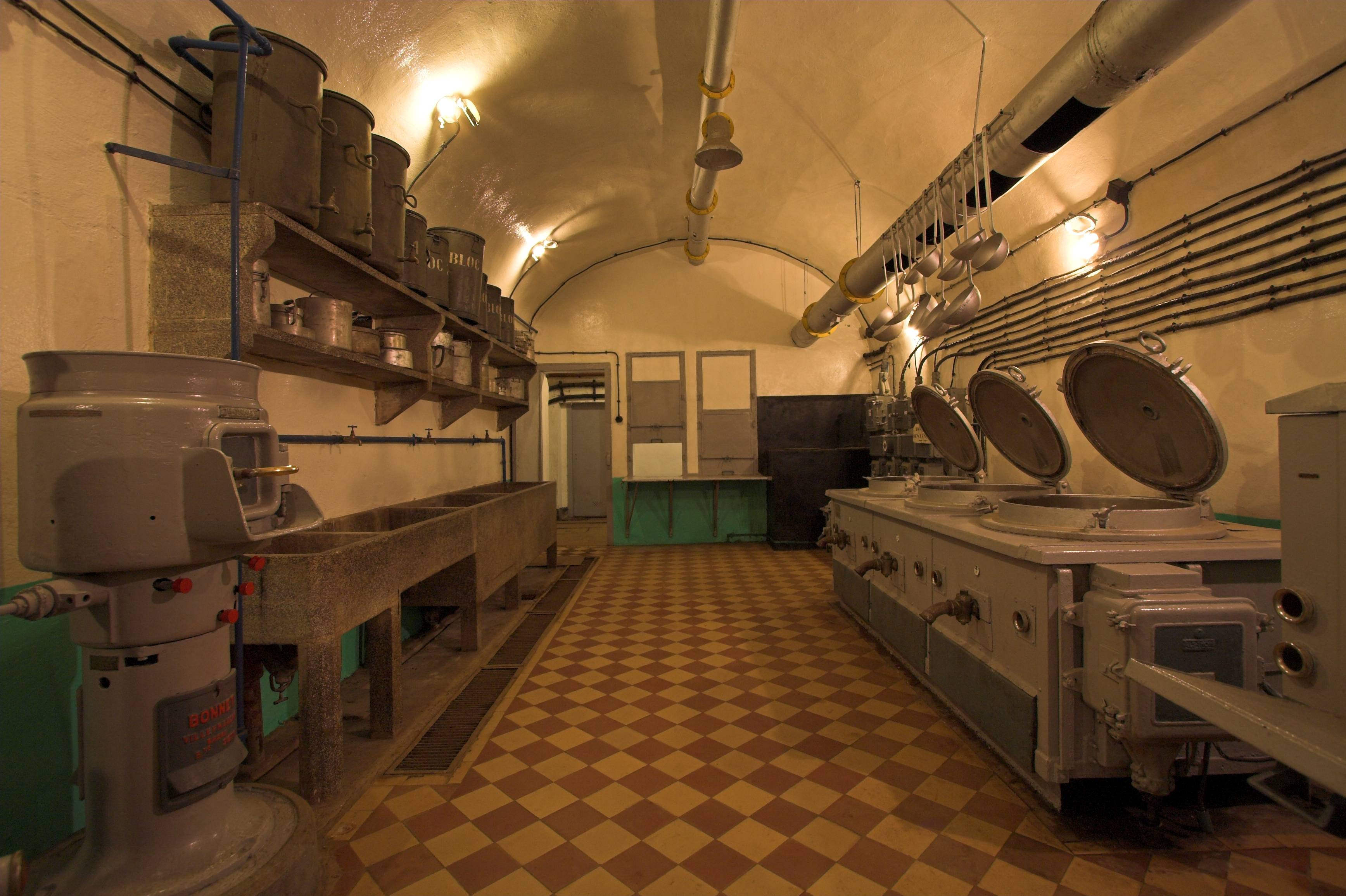
Cuina dels soldats
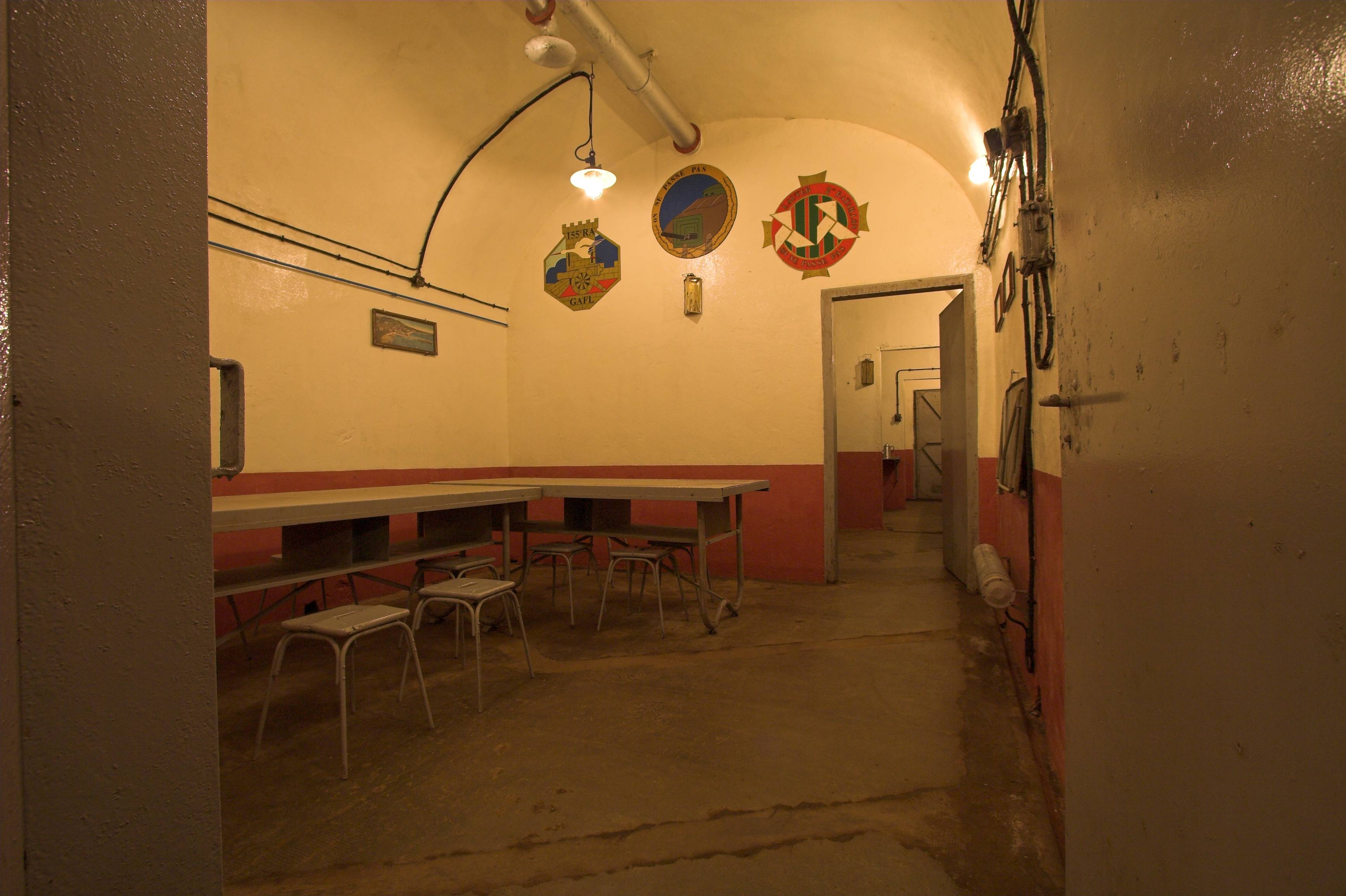
Menjador dels oficials
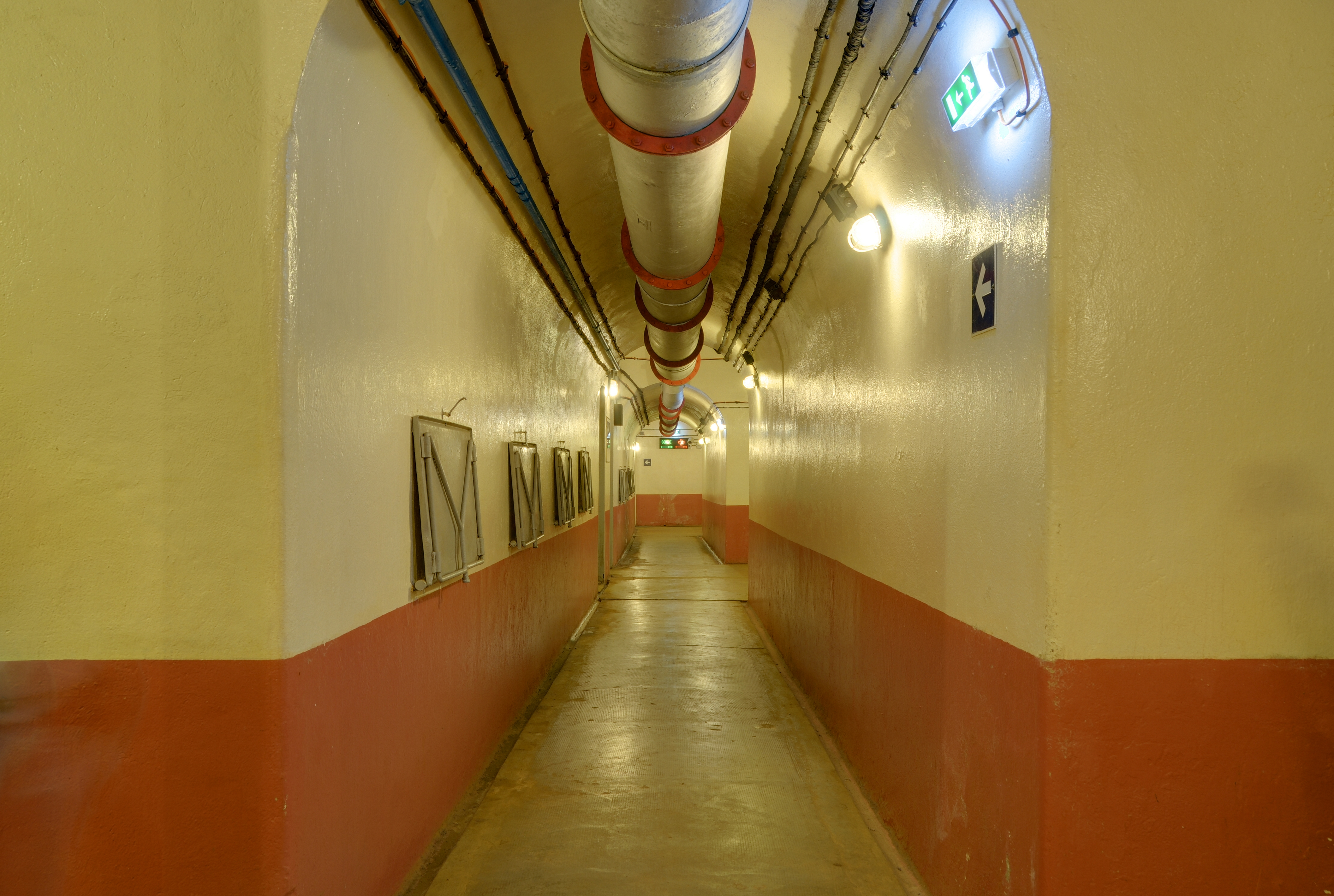
Galeria amb taules plegables on menjaven els soldats
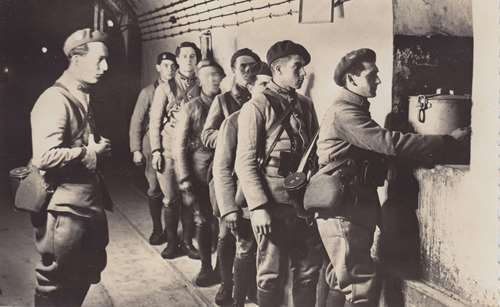
Distribució del menjar als soldats
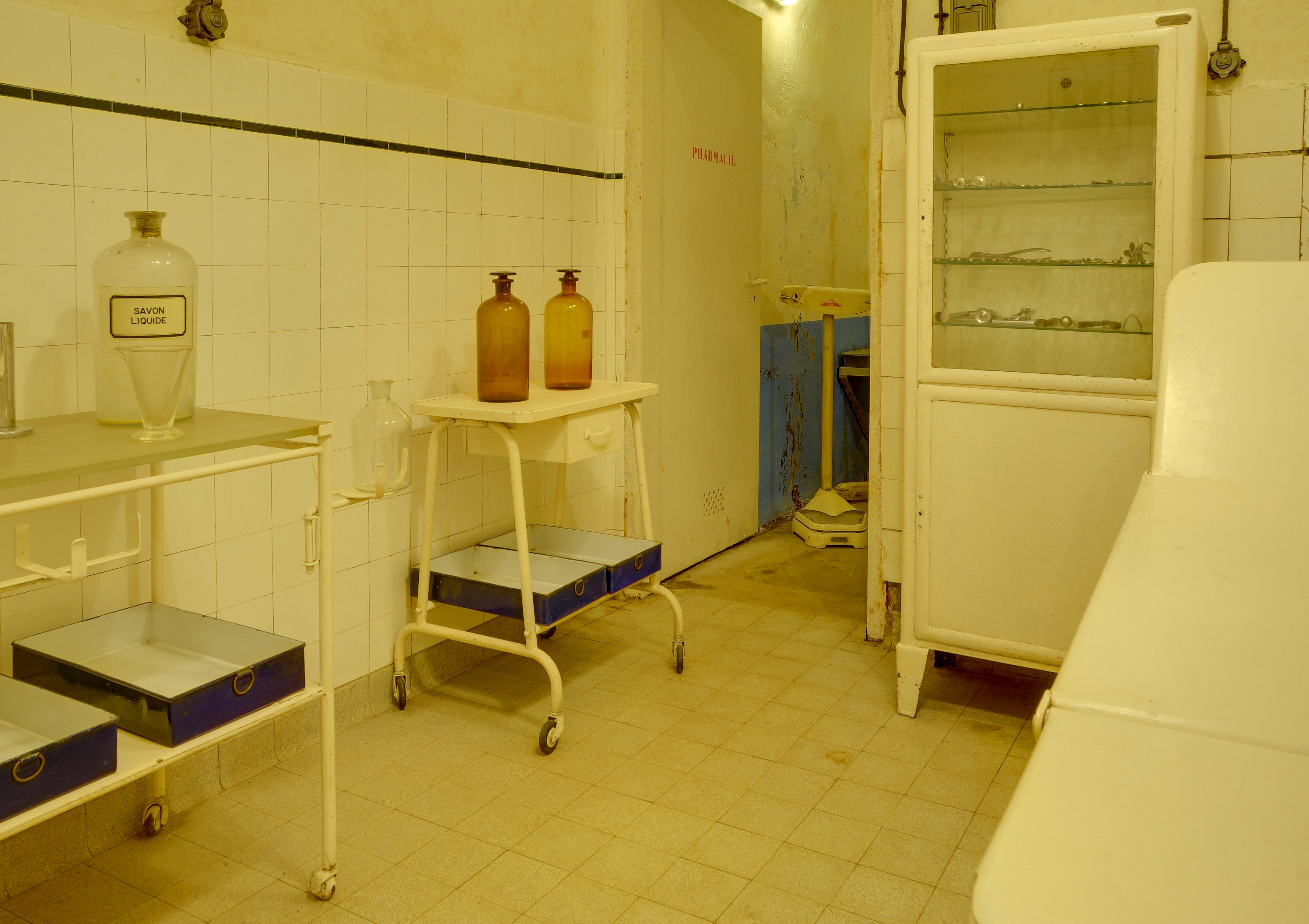
Sala d'atenció mèdica
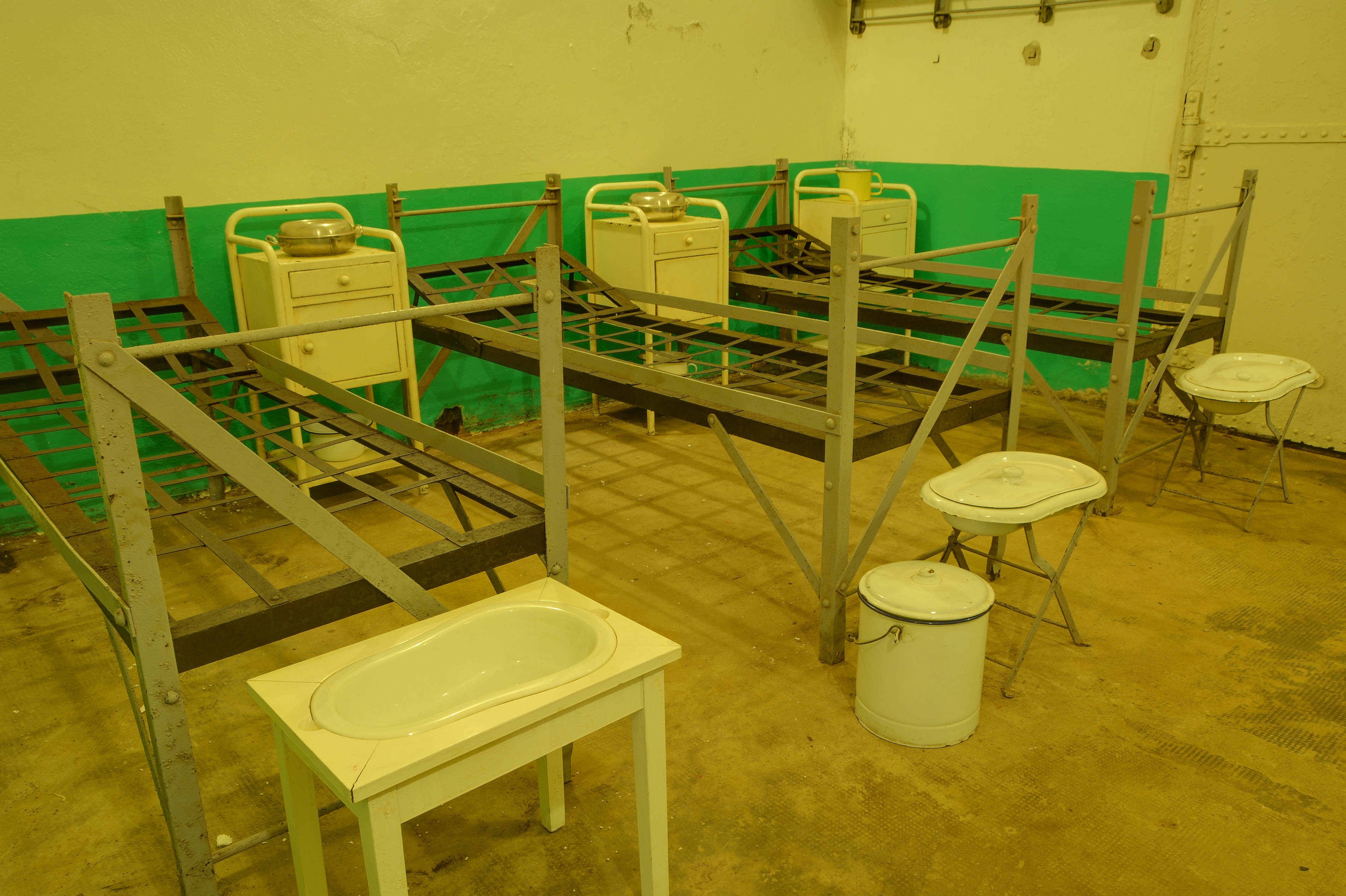
Infermeria
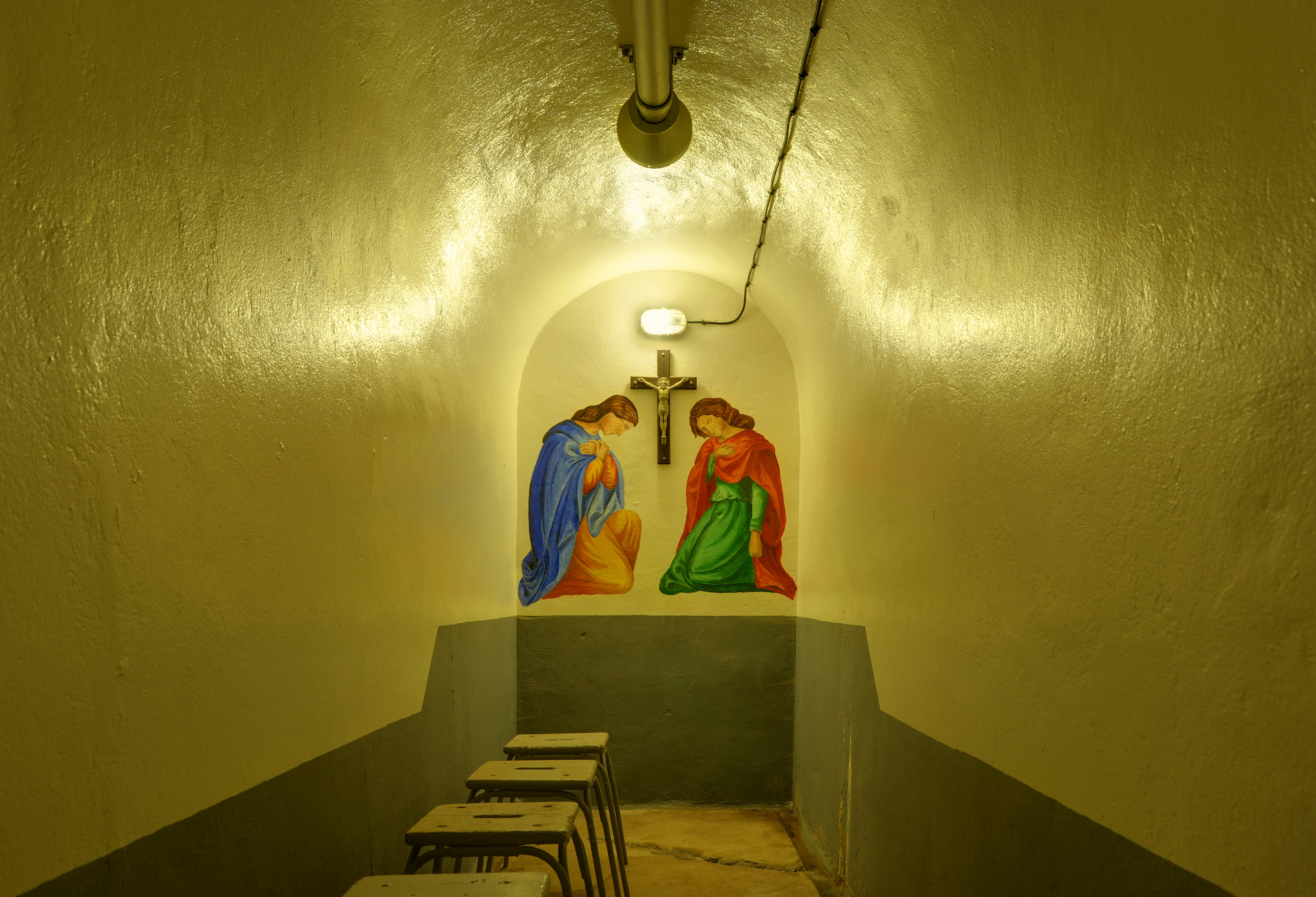
Capella
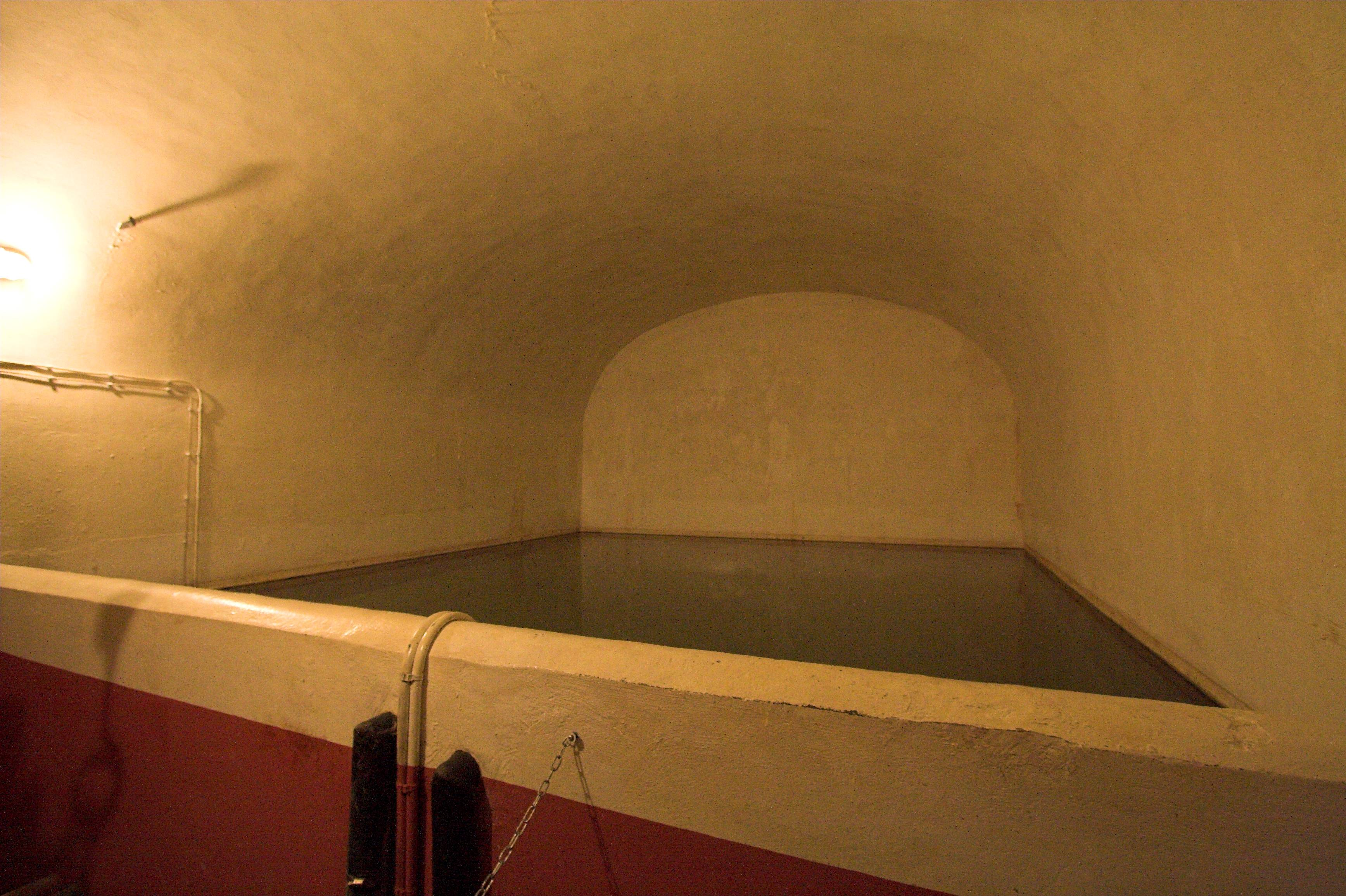
Cisterna d'aigua potable
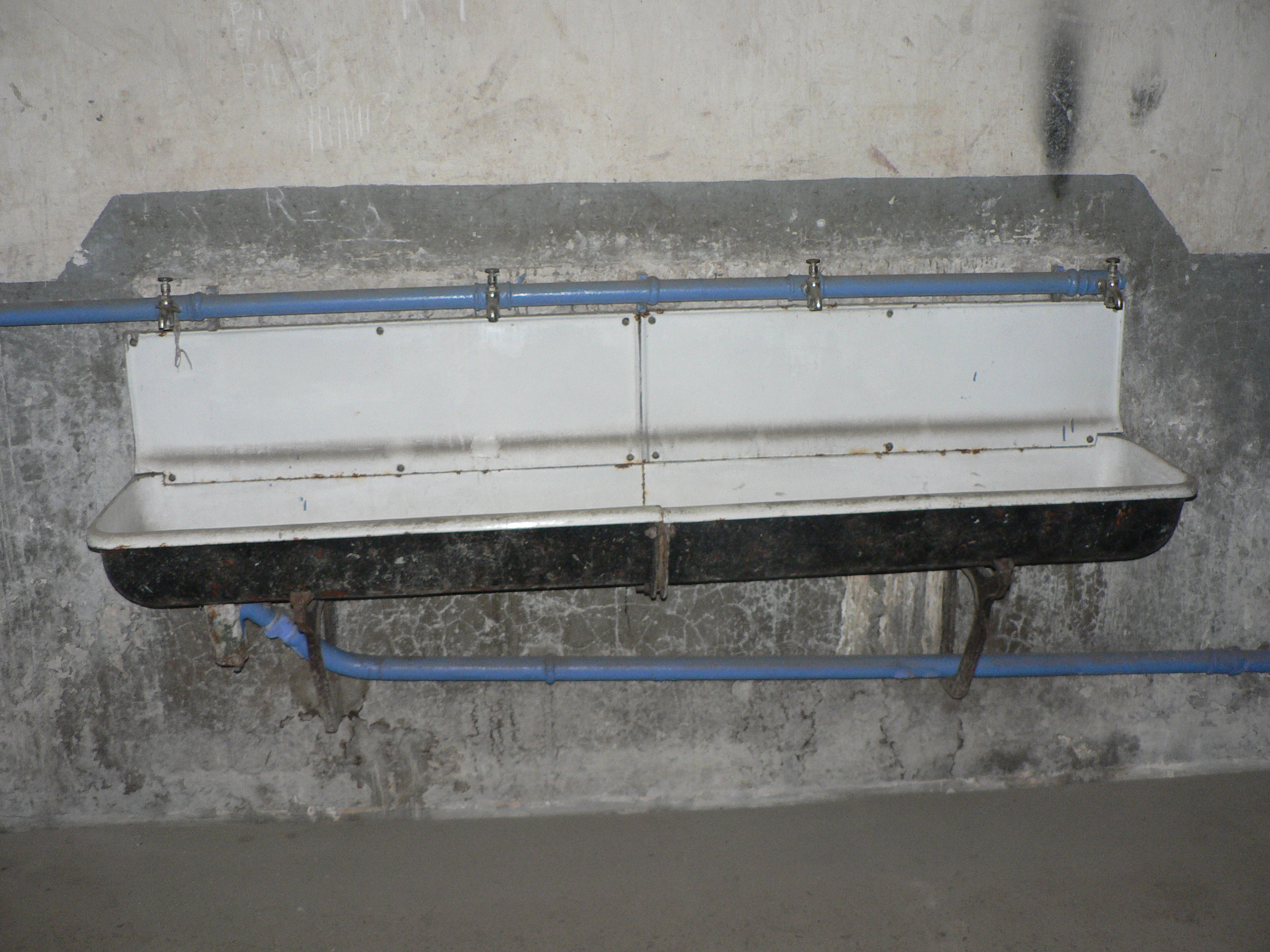
Lavabo

### Post de comandament
En els grans ouvrages es construeixen un post de comandament general a prop dels pous que condueixen als observatoris. És on es rep la informació per telèfon dels diversos observatoris (inclosos els propers a l'ouvrage), i és d'on surten les instruccions per als post de comandament dels blocs

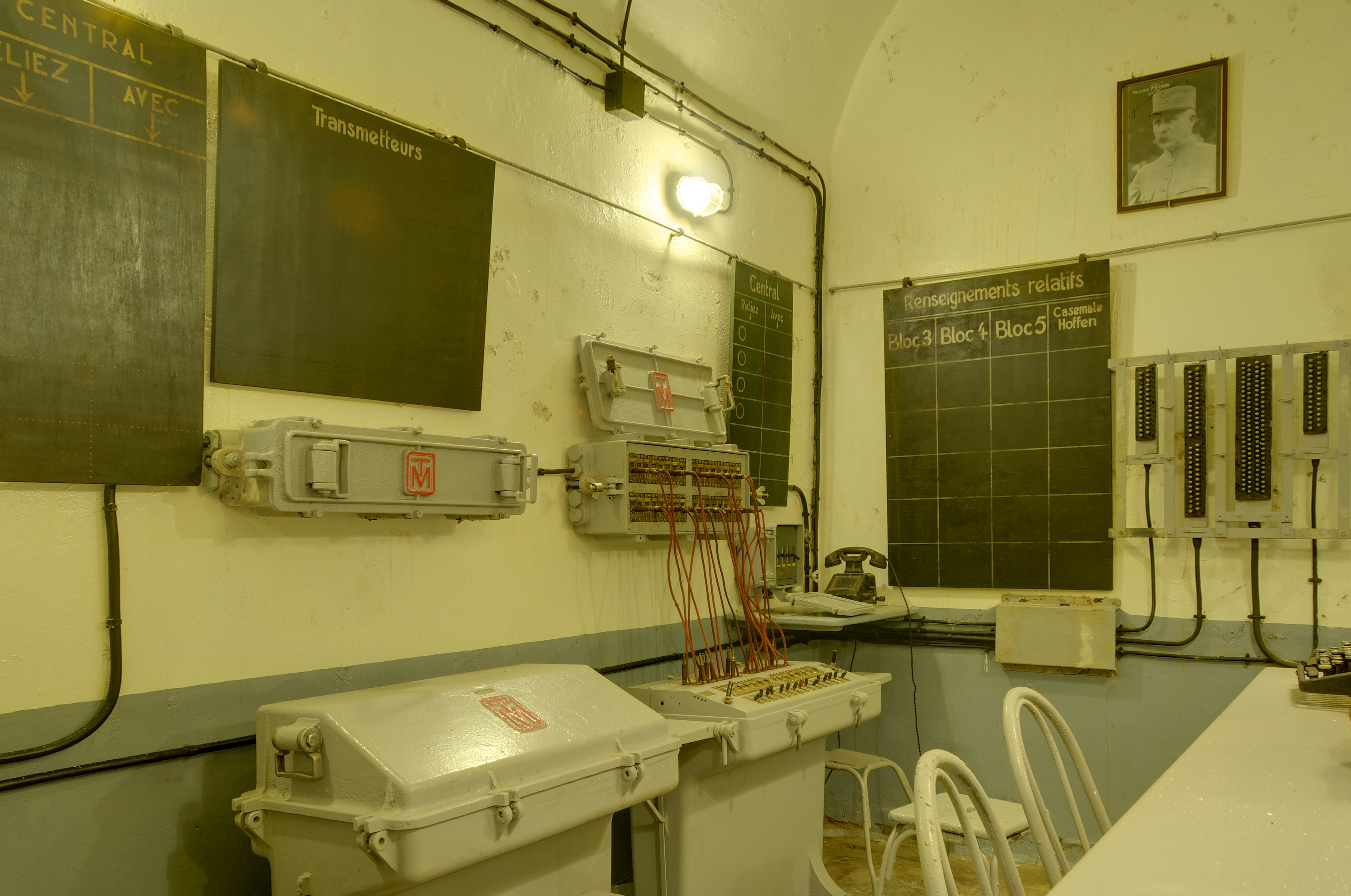
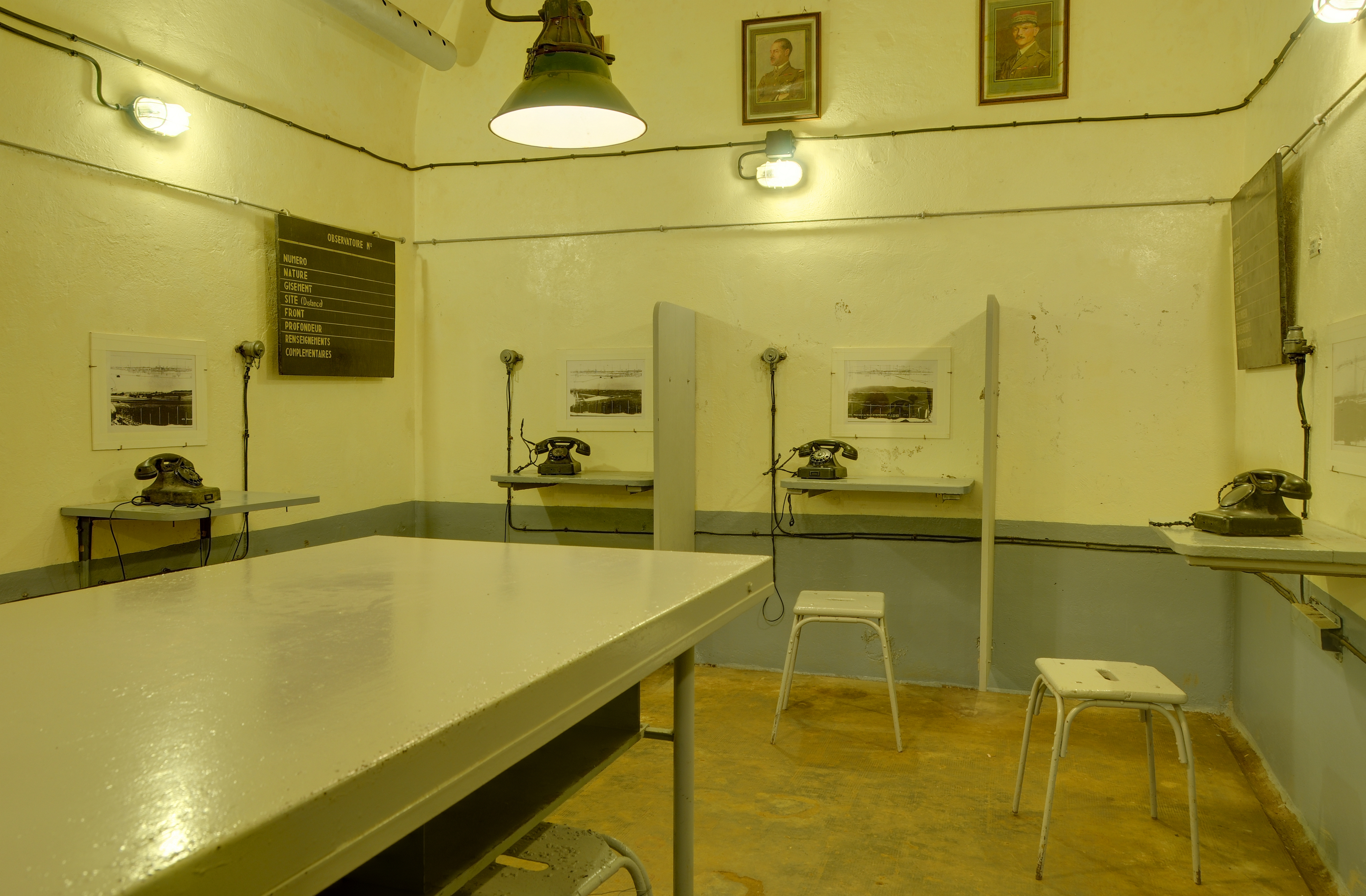
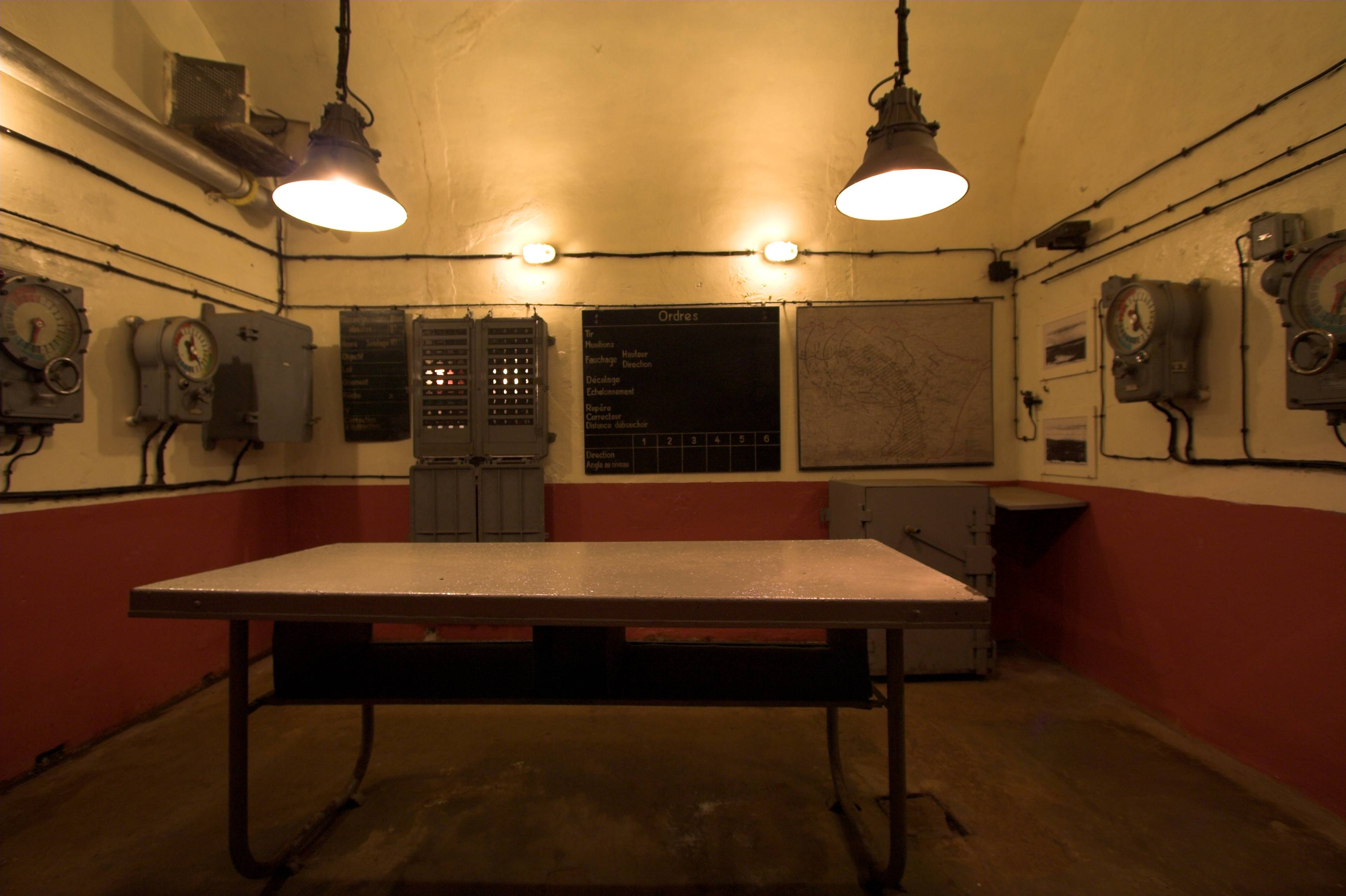
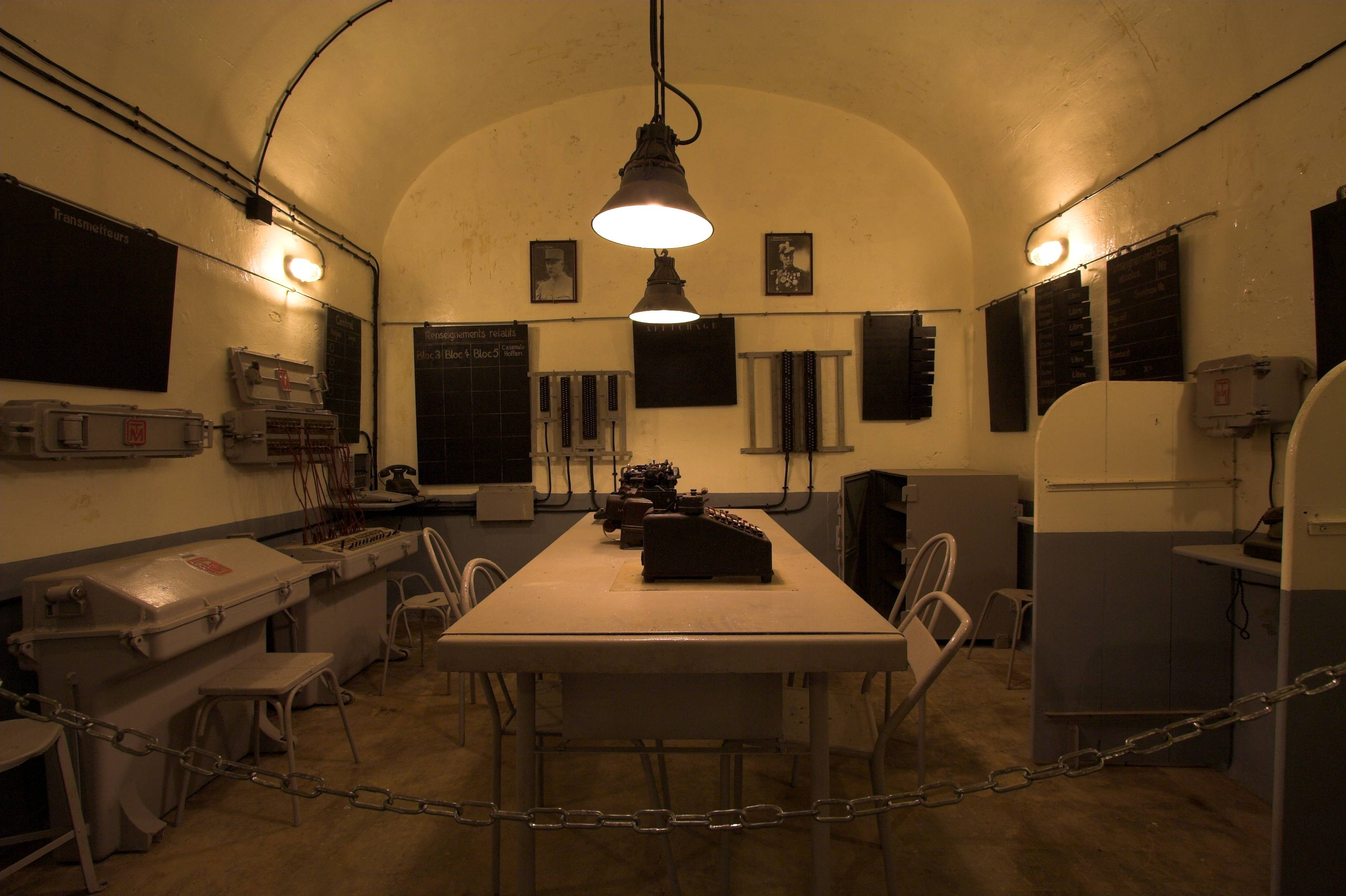

Un post de comandament de l'ouvrage està format per diverses sales, el nombre de les quals depèn de la mida de l'ouvrage: la central telefònica, la sala d'artilleria, la sala d'infanteria, la sala del servei d'informació (que es divideix en els ouvrages més grans en sala de servei d'informació per l'artilleria i sala de servei d'informació per la infanteria), el despatx del comandant de l'ouvrage, i les habitacions dels oficials principals. A la sala del servei d'informació de l'ouvrage, cada observatori té el seu telefonista, que escriu els missatges sobre taulers amb guix per a que l'oficial del servei d'informació els pugui llegir ràpidament.